# Levallois-Perret
Pour les articles homonymes, voir Levallois.
Levallois (Hauts-de-Seine) redirige ici.
Levallois-Perret est une commune française située sur la rive droite de la Seine, dans le département des Hauts-de-Seine en région Île-de-France, limitrophe du nord-ouest de Paris. C'est la commune la plus densément peuplée de France et une des plus denses au monde. Avec sa voisine Neuilly-sur-Seine, il s'agit également d'une des communes les plus aisées de la région parisienne.

## Géographie

### Localisation
La commune est délimitée par le 17e arrondissement de Paris (au sud-est) et la Seine (au nord-ouest). Au nord-est, elle est voisine de Clichy, tandis qu'au sud-ouest elle est limitrophe de Neuilly-sur-Seine. De l'autre côté de la Seine, elle fait face à Courbevoie et Asnières-sur-Seine. Hormis l'île de la Jatte, le territoire communal s'inscrit quasiment dans un carré de 1,5 kilomètre de côté.
| Courbevoie        | Asnières-sur-Seine | Clichy |
|                   | Levallois-Perret   |        |
| Neuilly-sur-Seine | Paris              | Paris  |

Aux abords immédiats de la Seine, les quartiers Front de Villiers, Front-de-Seine et Collange ont une altitude (25 mètres) qui est la moins élevée de la ville. En progressant vers l'est (Front de Paris, Eiffel, Front de Neuilly) et le versant occidental de la colline de Montmartre l'altitude culmine en revanche à 33 mètres.
La profondeur quasi nulle de la nappe phréatique dans les quartiers qui bordent la Seine les rend vulnérables aux crues qui ont à plusieurs reprises, entre autres en 1830 et 1910, affecté la commune. Ces quartiers sont aujourd'hui bénéficiaires du Plan de prévention du risque inondation.
La partie septentrionale de l'île de la Jatte appartient au territoire de la commune. Elle abrite un rucher dont la production, le miel de Levallois-Perret, fait partie du patrimoine culinaire local. Les abeilles apparaissent d'ailleurs dans les armoiries de la ville, même si la signification héraldique qui leur est attribuée renvoie aux nombreuses industries présentes sur le territoire de la ville au tournant du siècle et jusqu'aux années 1970.

Situation de Levallois-Perret
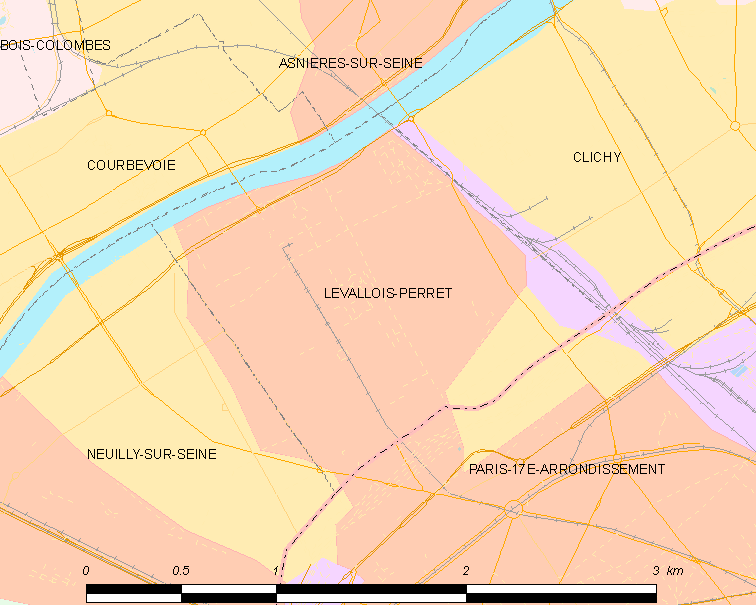
Carte de la commune.
Vue de la commune de Levallois-Perret en rouge sur la carte de Paris et de la « Petite Couronne ».

### Géologie et relief
La superficie de la commune est de 241 hectares ; l'altitude varie de 23  à   34 mètres.
La commune est située au centre d'une grande cuvette sédimentaire : le bassin parisien. Elle comporte en profondeur une épaisse couche de craie crétacé et de roches du tertiaire d'une épaisseur de 500 mètres.
Sur la totalité de la commune, la partie supérieure du sous-sol date du Quaternaire. Il s'agit d'alluvions de la Seine. C'est dans ces couches que les ingénieurs Belgrand, Martin et Reboux découvrirent des ossements d'animaux, parmi lesquels des éléphants, des mammouths, des hippopotames, des rhinocéros, des tigres, des loups, des rennes, des cerfs…
À la suite de la visite de l'une des nombreuses sablières exploitées dans la commune, ces géologues et préhistoriens ont pu décrire une méthode de taille du silex appelée depuis méthode Levallois (cf. infra).

### Climat
Pour des articles plus généraux, voir Climat de l'Île-de-France et Climat des Hauts-de-Seine.
En 2010, le climat de la commune est de type climat océanique altéré, selon une étude du CNRS s'appuyant sur une série de données couvrant la période 1971-2000. En 2020, Météo-France publie une typologie des climats de la France métropolitaine dans laquelle la commune est toujours exposée à un climat océanique altéré et est dans la région climatique Sud-ouest du bassin Parisien, caractérisée par une faible pluviométrie, notamment au printemps (120 à 150 mm) et un hiver froid (3,5 °C).
Pour la période 1971-2000, la température annuelle moyenne est de 12,7 °C, avec une amplitude thermique annuelle de 15,4 °C. Le cumul annuel moyen de précipitations est de 632 mm, avec 10,2 jours de précipitations en janvier et 7,7 jours en juillet. Pour la période 1991-2020, la température moyenne annuelle observée par la station météorologique la plus proche, située à Paris à 6 km à vol d'oiseau, est de 13,3 °C et le cumul annuel moyen de précipitations est de 667,4 mm,. Pour l'avenir, les paramètres climatiques de la commune estimés pour 2050 selon différents scénarios d'émission de gaz à effet de serre sont consultables sur un site dédié publié par Météo-France en novembre 2022.

### Voies de communication et transports

#### Voies routières
Les principales voies de la commune sont :
- du nord au sud : les rues Chaptal, Danton, Anatole-France, du Président-Wilson, Édouard-Vaillant, Victor-Hugo ;
- d'ouest en est : le quai Charles-Pasqua (ex-quai Michelet), l'avenue Georges-Pompidou puis les rues Baudin, Paul-Vaillant-Couturier, Aristide-Briand et Jean-Jaurès.

#### Transports en commun

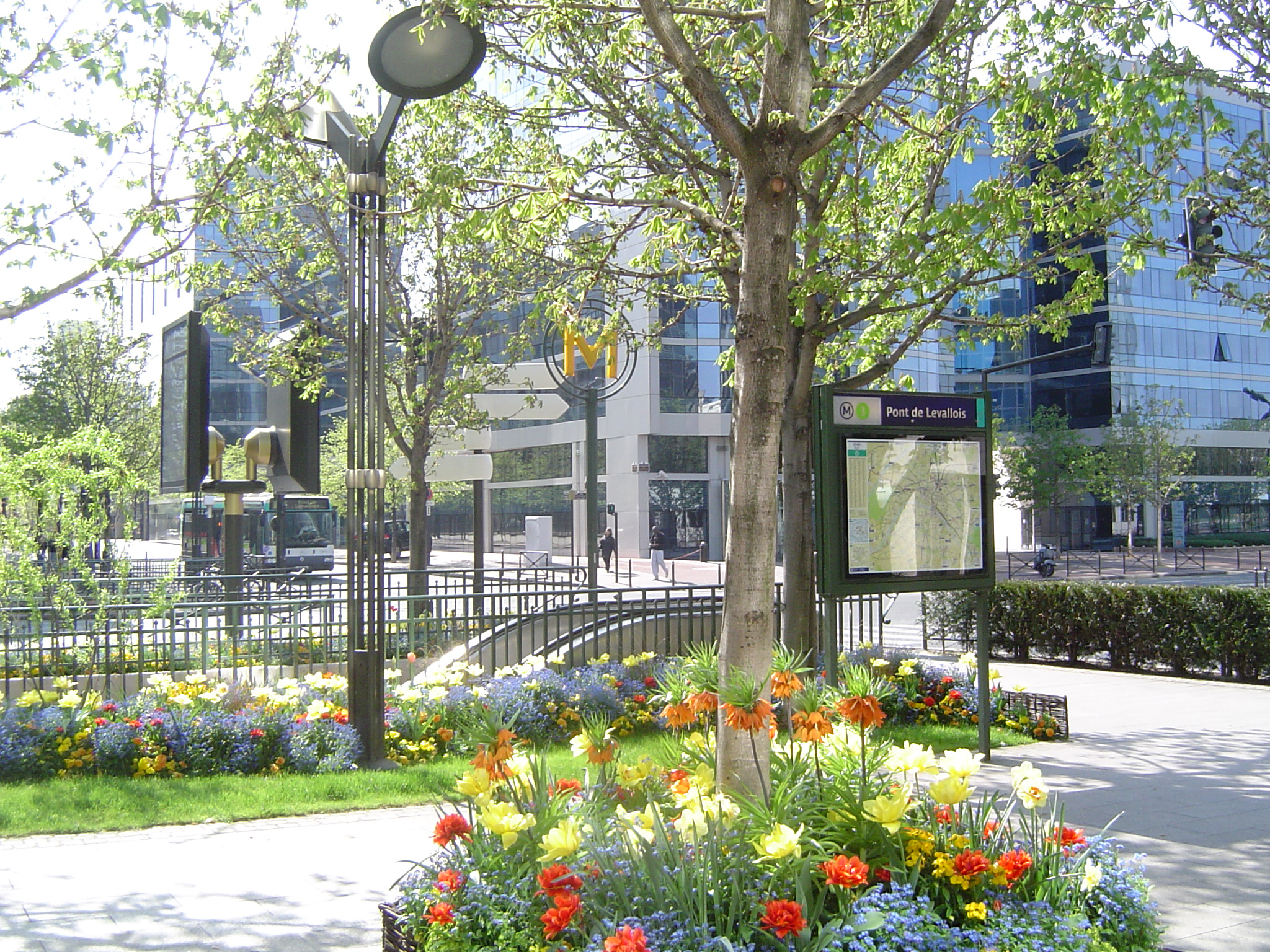
Entrée de la bouche de métro : Pont de Levallois.

- Ligne L du Transilien en gare de Clichy - Levallois
- Ligne C du RER en gare de Pereire - Levallois (située dans le 17e arrondissement de Paris)
- Ligne 3b du tramway d'Île-de-France aux stations Marguerite Long, Square Saint-Odile, Porte de Champerret et Thérèse Pierre (situées dans le 17e arrondissement de Paris)
- Ligne 3 du métro de Paris aux stations Pont de Levallois - Bécon, Anatole France et Louise Michel
- Nombreuses lignes du réseau de bus RATP, du réseau municipal Les Abeilles et la nuit par Noctilien.

Levallois-Perret figure par ailleurs sur le tracé de l'axe vert majeur, circuit pédestre et cycliste visant à relier les communes du département.

## Urbanisme

### Typologie
Au 1er janvier 2024, Levallois-Perret est catégorisée grand centre urbain, selon la nouvelle grille communale de densité à sept niveaux définie par l'Insee en 2022.
Elle appartient à l'unité urbaine de Paris, une agglomération inter-départementale regroupant 407  communes, dont elle est une commune de la banlieue,,. Par ailleurs la commune fait partie de l'aire d'attraction de Paris, dont elle est une commune du pôle principal,. Cette aire regroupe 1 929 communes,.

### Morphologie urbaine
La commune se caractérise par sa densité : avec plus de 27 000 habitants/km2, elle détient le record national et européen de densité de population, elle serait classée 10e au niveau mondial.
Son tissu urbain se caractérise par des rues étroites, qui sont quasiment toutes en sens unique, d'une largeur moyenne de 10 mètres maximum environ. Quasiment tous les carrefours sont en angle droit, car toute l'organisation des rues suit un plan quasiment en quadrillage. La circulation y est particulièrement difficile en raison de cette étroitesse, tout comme le centre de Paris.
Le contraste est particulièrement frappant avec les communes voisines, notamment Neuilly-sur-Seine qui est séparée sur son côté ouest par la rue de Villiers, commune avec de très larges avenues boisées et ses immeubles en retrait par rapport à la rue : à Levallois-Perret, les immeubles sont majoritairement en façade de rue.
Depuis le début des années 1980, le tissu urbain de Levallois-Perret est en plein renouvellement. De nombreux chantiers, sous l'impulsion et les aides financières de la SEMARELP, organisme municipal chargé du développement du logement sur le territoire de la commune, ont remplacé de vieux immeubles par des nouveaux ensembles immobiliers respectant la norme Haute qualité environnementale (HQE). En effet, les anciennes usines industrielles sur le bord de Seine, près du quai Michelet, ont été remplacées par des bâtiments d'architecture plus contemporaine. Est ainsi né le Quartier de l'Europe, autour de la nouvelle place Georges-Pompidou.
Le tissu des logements à Levallois-Perret a tendance à s'homogénéiser du fait de ce renouvellement urbain.
L’Insee découpe la commune en 24 îlots regroupés pour l'information statistique.

### Logement
Levallois-Perret comptait, au 1er janvier 2013, un taux de 19,84 % de logements sociaux HLM. La municipalité n'a construit que 50 logements sociaux en trois ans (2017-2019), soit seulement 9 % de ses objectifs légaux.

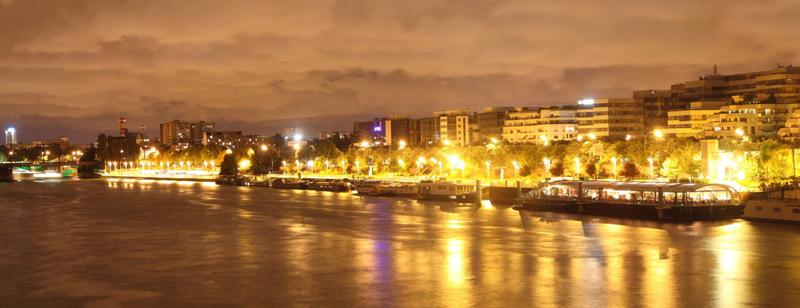
Vue nocturne sur Levallois-Perret du pont de Levallois.

Conséquence des projets immobiliers sur son territoire, la commune voit régulièrement le prix de son mètre carré flamber. Elle pourrait devenir l'une des communes les plus chères pour la pierre de la région parisienne en raison de l'augmentation de ses prix beaucoup plus forte que la moyenne régionale.

### Projets d'aménagement
Le PLU (plan local d'urbanisme) présenté aux citoyens en septembre 2011 prévoit la construction de deux immeubles de grande hauteur. Le premier, de 134 m de haut (source PLU), soit juste 3 m de moins que la tour Concorde La Fayette à la porte des Ternes. Cette tour serait située devant le parc Mathilde-Girault, à l'angle de la rue Baudin et de la rue Anatole-France. Elle est prévue pour être le nouveau siège de la société Cetelem. La seconde, qui pourrait aller jusqu'à 190 m (source PLU), se situe près de la gare de Clichy-Levallois. La construction de ces tours au milieu d'un paysage pourtant limité en général à des bâtiments de moins de 30 mètres de haut est contestée par des collectifs de Levalloisiens. Lors du conseil municipal du 26 septembre 2011, Patrick Balkany annonce l'abandon du projet de construction des tours.

## Toponymie
La commune de Levallois-Perret doit son nom à ses fondateurs Nicolas Eugène Levallois, marchand de vin et spéculateur foncier, et Jean-Jacques Perret, créateur des premiers lotissements de la ville (1822). À en croire Marie-Thérèse Morlet, auteur d'un dictionnaire étymologique des noms de famille, Levallois dériverait du terme géographique « val », qui désigne, en géomorphologie, une dépression au cœur d'un synclinal.

## Histoire
Jusqu'à sa création officielle en 1867, l'histoire de Levallois-Perret se confond avec celle de Clichy à laquelle elle était incorporée. En 1215, l'abbaye de Saint-Denis, propriétaire du palais royal de Clichy, acquiert une parcelle sur le site dit de « la vigne aux prêtres » pour y pratiquer la viticulture.

### De la Préhistoire à l'Antiquité

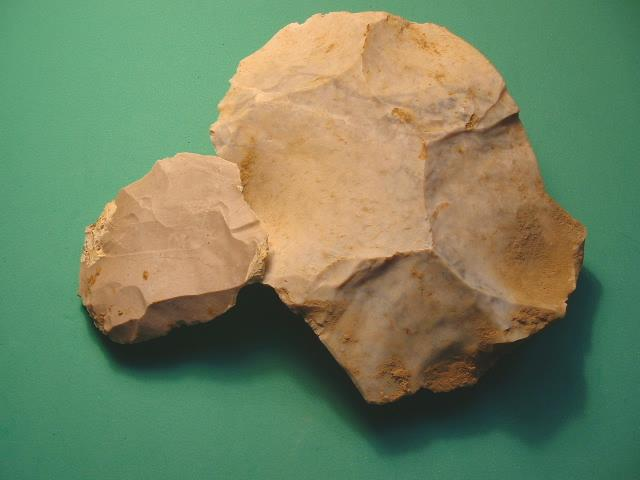
Nucléus Levallois et son éclat.

À la fin du XIXe siècle, des préhistoriens identifient pour la première fois dans les graviers de la Seine à Levallois une méthode de débitage qui consiste à extraire des éclats de formes prédéterminées d'un nucléus. Cette méthode, nommée méthode Levallois, est apparue à l'Acheuléen en Afrique avant de se généraliser en Europe au Paléolithique moyen, il y a environ 300 000 ans.
En 52 av. J.-C., la plaine de Clichy-Levallois est le lieu de la bataille de Lutèce qui met aux prises la tribu gauloise des Parisii aux troupes romaines de César dirigées par son lieutenant Titus Labienus[réf. nécessaire].

### Moyen Âge: âge d'or de Clippiacum

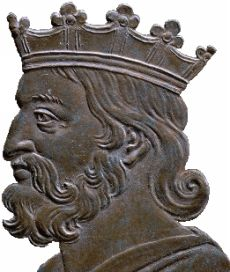
Dagobert Ier : roi des Francs et seigneur de Clippacium.

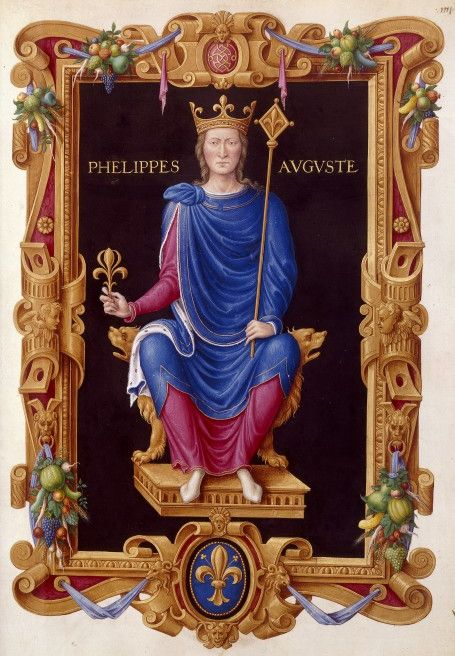
Philippe Auguste, dernier roi de France à s'être établi au palais royal de Clichy. Recueil des rois de France, vers 1550.

625 : premières traces dans les chroniques du Palais royal de Clippiacum (Clichy). Clotaire II, père de Dagobert Ier, y a en fait installé sa résidence principale et sa cour depuis 614. L'École du Palais, qui se répartit entre le quartier latin de Paris et la plaine de Clichy-Levallois, forme tous les enfants des grands dignitaires du royaume (saint Éloi, saint Ouen, saint Didier…). C'est dans cette école que le prince Dagobert fait la rencontre de tous ces saints qui administreront quelques années plus tard le royaume des Francs.
626 : Dagobert Ier s'installe au palais mérovingien de Clippiacum (Clichy) et y épouse une princesse gothe dénommée Gomathrude.
626 : le concile de Clichy défend aux clercs et aux laïcs de pratiquer l'usure. Il en résulte dans tout le royaume une explosion des taux d'intérêt.
630 : naissance de saint Sigisbert (Sigebert III), fils du roi Dagobert Ier, au palais de Clichy.
633 : au terme d'une assemblée exceptionnelle des laïcs et des ecclésiastiques, Sigebert III est nommé roi d'Austrasie (Francie orientale), d'Aquitaine et de Provence.
684 : quelques années après avoir habilement négocié la paix entre la Neustrie (France occidentale) et l'Austrasie (France orientale) à Cologne, le diplomate saint Ouen se retire dans sa villa de Clichy, où il meurt.
717 : Chilpéric II fait donation à l'abbaye de Saint-Denis de la forêt de Rouvray (aujourd'hui il n'en reste que le bois de Boulogne) qui s'étend de Neuilly-sur-Seine (aujourd'hui Saint-Cloud) à Saint-Denis (Seine-Saint-Denis).
885 : les Normands détruisent le Palais et les villages environnants.
1193 : Philippe Auguste détache Clichy du domaine de la Couronne et l'offre à Gaucher de Châtillon.
1215 : la partie levalloisienne de la seigneurie de Clichy se spécialise dans la viticulture. Elle doit approvisionner en vins de messe l'abbaye de Saint-Denis dont elle dépend. Levallois s'identifie alors au site de « la vigne aux prêtres ».
1429 : Jeanne d'Arc rassemble son armée sur la plaine de Clichy-Levallois pour la levée de Montjoie (l'oriflamme des seigneurs de France). Cet épisode précède l'assaut infructueux de Paris, Porte Saint-Honoré (aujourd'hui 15 rue de Richelieu).

### Clichy et Levallois dans l'ombre de Saint Vincent de Paul

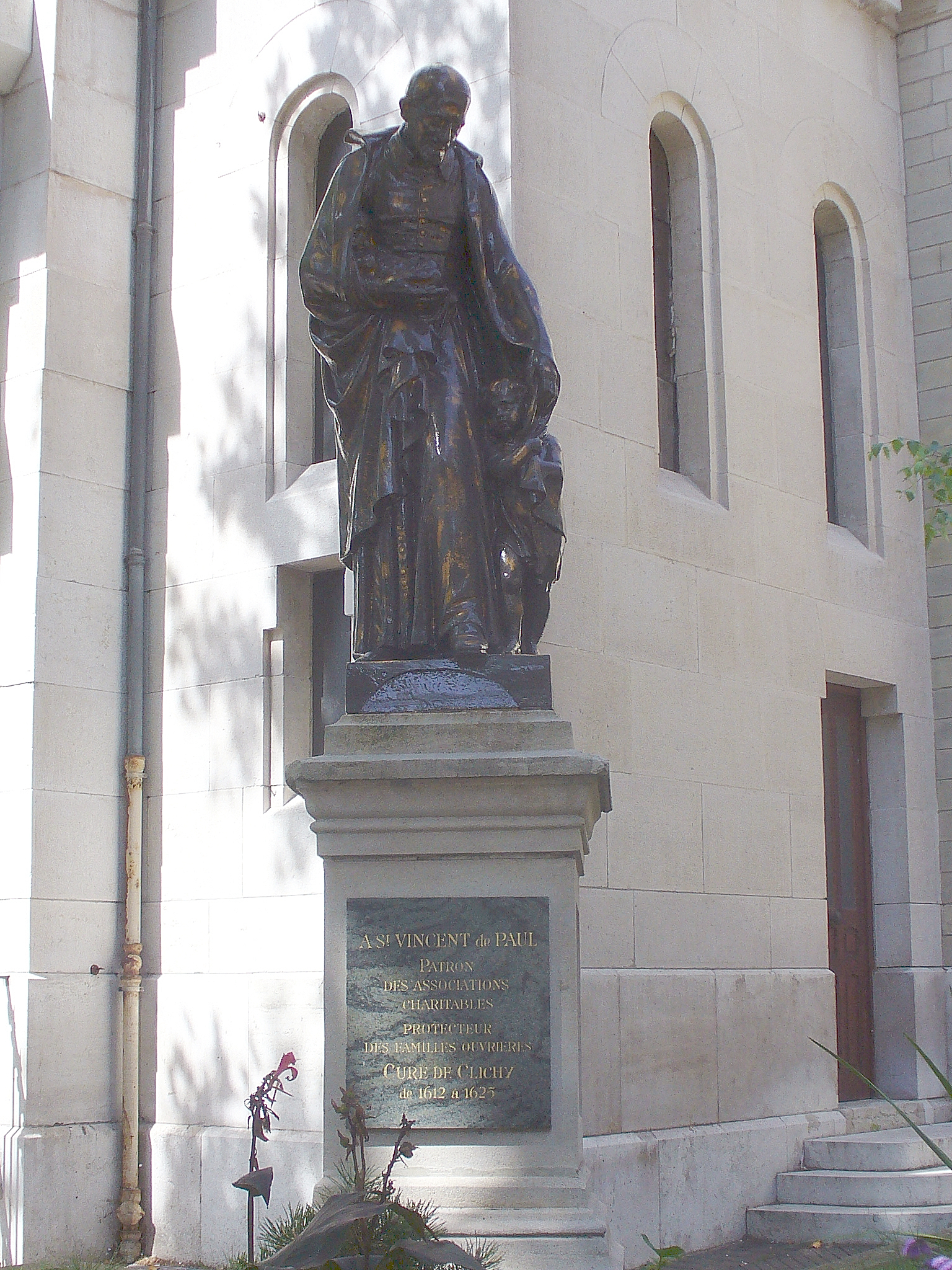
Statue de saint Vincent de Paul offerte en 1876 par Nicolas Levallois à la paroisse de Clichy-la-Garenne.

Selon l’abbé Lecanu, historien de Clichy, il existerait une très grande proximité entre saint Vincent de Paul, curé de Clichy entre 1612 et 1625, sainte Louise de Marillac, Antoine Portail et la paroisse de Clichy.

« La Providence ménagea à Saint Vincent de Paul l'occasion de connaître à Clichy, Mademoiselle Le Gras, Louise de Marillac. Elle avait des liens intimes avec le château de Clichy et y passait souvent. En 1595, son père Louis de Marillac était tuteur d’Alexandre Hennequin et du sieur de la Bazinière, co-seigneurs de Clichy. Il résida souvent au château de Clichy avec sa jeune fille »

— Abbé Lecanu, Histoire de Clichy-la-Garenne.
C'est à Clichy que « monsieur Vincent » fait la rencontre d’Antoine Portail, son plus cher et plus ancien compagnon à la Congrégation de la Mission. Après avoir été son élève en cours de catéchisme, l'abbé Portail est son premier assistant, le premier secrétaire de la Congrégation et le premier directeur des Filles de la Charité. Il meurt en 1660, la même année que deux autres Clichois : Louise de Marillac et Vincent de Paul.
Nicolas Levallois avait une telle vénération pour saint Vincent de Paul qu'il fonda le village de Levallois, le 27 septembre 1845, fête liturgique catholique en l'honneur du saint patron de Clichy.
Le fondateur de la ville fait exécuter en 1876, une statue en bronze vénitien en l'honneur de « monsieur Vincent ». Ironie de l'histoire, cette statue est offerte à la paroisse Saint-Vincent-de-Paul de Clichy, commune dont Levallois s’était détachée exactement dix ans plus tôt.
Levallois donne par ailleurs le nom de ce saint protecteur au marché et à la rue y menant. Il veille enfin à ce que Vincent de Paul figure sur l'un des trois vitraux surmontant le tabernacle de l'église Saint-Justin. De part et d'autre du vitrail représentant l’Ascension du Christ devant la Vierge Marie et les apôtres, on observe, à droite le vitrail de saint Justin, patron de Levallois et, à gauche, le vitrail de saint Vincent de Paul, patron de Clichy.

### XIXesiècle: vers la création de Levallois-Perret
Au sortir de la Révolution française, le territoire actuel de la commune de Levallois conserve un caractère rural. Deux hameaux existent alors dans la plaine : Villiers-la-Garenne, dans la commune de Neuilly, sur l'actuelle rue Paul-Vaillant-Couturier, au niveau de l'actuelle place de la Libération, et Courcelles, dans la commune de Clichy, à l'angle des actuelles rue Paul-Vaillant-Couturier et Président-Wilson. Le territoire est traversé par quelques voies, les plus importantes étant la route du bac d'Asnières (actuelle rue Victor-Hugo), le chemin de Neuilly à Clichy (actuelle rue Paul-Vaillant-Couturier), ainsi que les chemins permettant d’accéder depuis Paris aux villages de Villiers et Courcelles (rue de Villiers et actuelle rue du Président-Wilson),.
Durant une bonne partie du XIXe siècle, le territoire de la future commune « Levallois-Perret » appartient à la famille d'un proche de Napoléon Bonaparte.
En 1806, le comte Jean Bérenger achète une grande propriété au hameau de Courcelles (Clichy), au lieu-dit la Planchette. À cette époque, le village de Levallois n'existe pas encore. L'acte de vente est signé en 1806 pour 51 000 francs, mais la valeur de ce bien montera en flèche pour atteindre 100 000 francs à la mort de Bérenger en 1850.

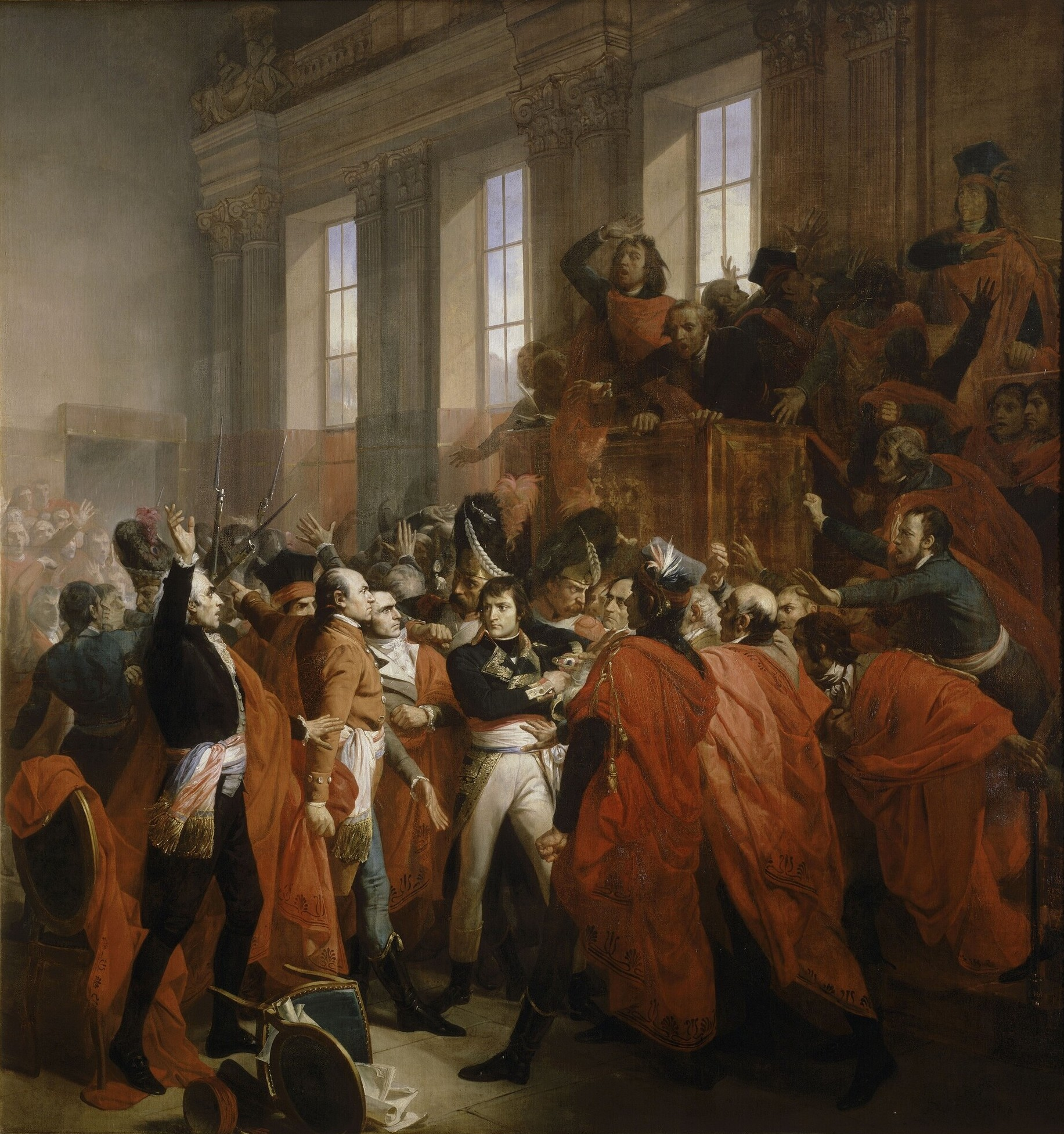
Bonaparte, le 18 Brumaire.

Ce comte d’empire, proche de Lucien Bonaparte, de Stendhal et de Benjamin Constant joue un rôle déterminant pour la réussite du coup d'État du 18 Brumaire. Nommé conseiller d’État à vie par l'empereur, il prend une part considérable aux travaux de préparation du Code civil, du Code de procédure civile, du Code de commerce, du Code d'instruction criminelle, du Code pénal. Il sera durant quasiment tout l’empire, le patron de la Caisse d'Amortissement (Caisse des dépôts et consignations), se chargeant par exemple à ce poste de l'érection de l’Arc de triomphe en hommage à la Grande Armée. C'est Bérenger également qui rédige et remet à l'empereur le décret impérial de 1807 réorganisant la Cour des comptes. Il aura également un rôle important au lendemain des Trois Glorieuses de 1830, ou « Révolution de Juillet », qui renversera Charles X.
Sur la parcelle de Bérenger, figure une belle dépendance du château (le Club de la Planchette actuel).
Vingt ans après l'achat de cette maison, une des filles de Bérenger, épouse de l'agent de change Henri Lhuillier, acquiert l'une des dépendances de la ferme de Courcelles avec une maison et deux hectares de terrain. La famille Bérenger se retrouve ainsi à la tête d'un des plus gros domaines de la région.
En 1814, Paris se défend devant les Russes. Le général Moncey établit son quartier général à la barrière de Clichy. En 1815, Clichy, évacuée, est livrée au pillage des Prussiens et des Anglais qui y campent et y saccagent les habitations.
Le projet d'une ville sur le futur site de Levallois-Perret naît en 1822 quand une opération de lotissements est lancée au lieu-dit Champerret (le champ pierreux)[Information douteuse] par Jean-Jacques Perret, riche propriétaire terrien. Ce lieu-dit se trouve à Neuilly, à l'est de la rue de Villiers, au sud de l'ancien bourg du village. Il tente de lotir soixante terrains sur vingt hectares. Mais son opération échoue car les terrains sont mal desservis et les parcelles trop grandes.
En 1837, le territoire de l'actuel Levallois-Perret est physiquement séparé du village de Clichy par la nouvelle ligne de Paris-Saint-Lazare à Saint-Germain-en-Laye. Une gare ouvre le 5 juillet 1838, elle ferme dès le 13 août, faute de voyageurs. Entre 1842 et 1844, une nouvelle tentative se solde également par un échec, les terrains conservant un caractère essentiellement rural.
Le projet de Perret est repris par Nicolas Eugène Levallois, avec l'aide d'un ami géomètre Rivay, et cette fois, l'opération connaît un vif succès. Le village de Levallois est officiellement né le 27 septembre 1845, jour de la fête de saint Vincent-de-Paul (ancien curé de Clichy). Il correspond au jour où Nicolas Eugène Levallois acheta sa première parcelle, « la vigne aux prêtres », située au sud-est hameau de Courcelles, sur le chemin du Bois (actuelle rue Jean-Jaurès), à Clichy.

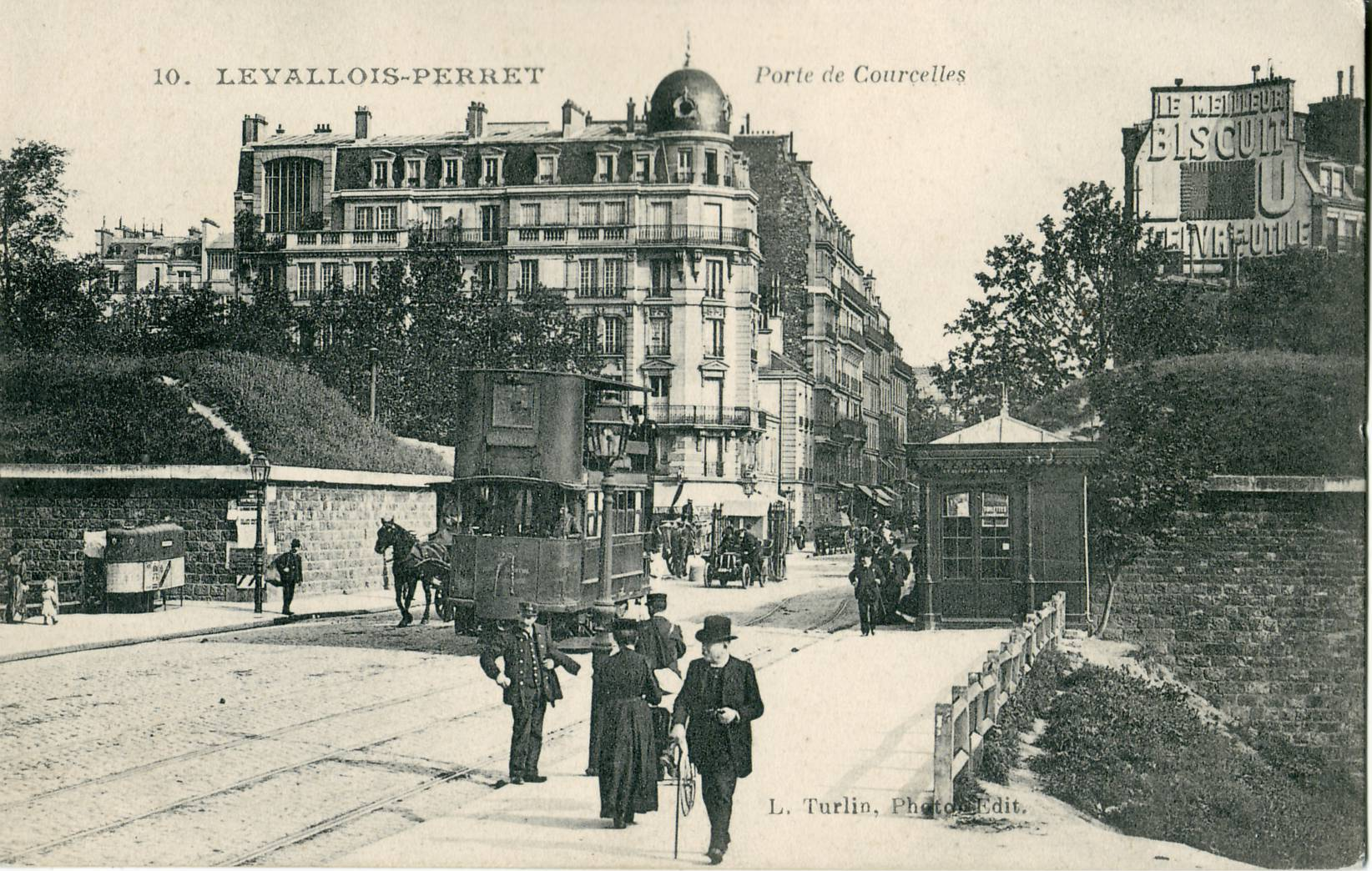
Avant le RER et le métro, Levallois-Perret était desservi par les tramways parisiens. On en voit un ici, passant à travers les fortifications de l'enceinte de Thiers à la porte de Courcelles.

En 1845, quand Nicolas Levallois trace les plans de « sa ville », il y intègre sans état d'âme la propriété de Jean Bérenger. Mais celui-ci refuse catégoriquement toute intrusion dans son domaine, et ne veut pas vendre son bien. Nicolas Levallois devra attendre son décès, en 1850, pour commencer le morcellement du lieu-dit la Planchette. Il faudra près d'un demi-siècle. La famille du comte Bérenger sera expropriée de ses dernières parcelles (l'actuel parc de la Planchette mais aussi les terrains utilisés pour réaliser la place des Fêtes, actuelle place de Verdun) en 1924.
Un décret de 1857 érige l'église de Levallois en succursale de la paroisse de Clichy. Les limites de cette succursale ne correspondent pas aux limites communales actuelles car la partie de l'actuelle commune située alors à Neuilly n'est pas comprise dans ce périmètre.
Le 30 juin 1866, Napoléon III promulgue une loi de création de la commune de Levallois-Perret, loi prenant effet le 1er janvier 1867. La commune est créée de la réunion du territoire de Neuilly-sur-Seine situé à l'est de la rue de Villiers et d'une partie du territoire de Clichy situé à l'ouest de la ligne de Paris à Saint-Germain. Elle incorpore les anciens hameaux de Villiers (Neuilly) et Courcelles (Clichy) et les nouveaux lotissements de Champerret (Neuilly) et de Levallois (Clichy).
Pendant la répression de janvier et février 1894, la police y effectue des perquisitions visant les anarchistes qui y résident, sans réel succès,,.

### Le développement industriel de Levallois
En 1903, quai Michelet, est créée une première usine de fabrication d'automobiles : les Automobiles Clément-Bayard, qui fermera en 1920.
Début 1911, Marc Birkigt, chef motoriste de la firme Hispano-Suiza, fonde lui aussi un atelier de production d'automobiles à Levallois, dont le premier modèle fut une "15 ch Sport type Alphonse XIII", suivi en 1913 par les "Hispano" type 21, 22 et 23, qui connurent un certain succès, la firme ouvrant une usine la même année à Bois-Colombes.
En 1914, l'atelier et l'usine sont réquisitionnés pour produire des moteurs d'avions Gnome et Rhône, puis en 1915 des moteurs "Hispano-Suiza", et ce jusqu'à la fin du conflit (ils motorisèrent nombre d'avions Spad et Caudron).
La date de fermeture de l'atelier est incertaine : avant ou après 1918 ? Tout fut transféré à Bois-Colombes.
Le 21 mars 1915, durant la première Guerre mondiale, plusieurs bombes sont lancées d'un ballon dirigeable allemand Zeppelin qui explosent au no 6 place de Cormeilles et au no 8 rue Poccard,.
Au no 138 rue Victor-Hugo, est implantée une usine d'oxylithe. Elle est reprise par la société Dunlop. Peu après, le 13 janvier 1920, elle est détruite par un incendie.
En 1921, la firme Citroën loue, puis achète en 1929, les 70 000 m2 de l'ex-usine "Clément-Bayard", pour faire face à la forte demande de véhicules, son usine du quai de Javel à Paris ne suffisant pas à y répondre.
La première voiture produite sera la "Petite Citroën" 5 HP, puis suivront les autochenilles Citroën Kégresse, puis des roulements à billes et pièces de rechange pour les véhicules de la marque.
De 1949 jusqu'au 29 février 1988, date de fermeture de l'usine, elle sera le principal centre de production de la célèbre Citroën 2 CV, dont les prototypes furent créés ici, en 1939.

## Politique et administration

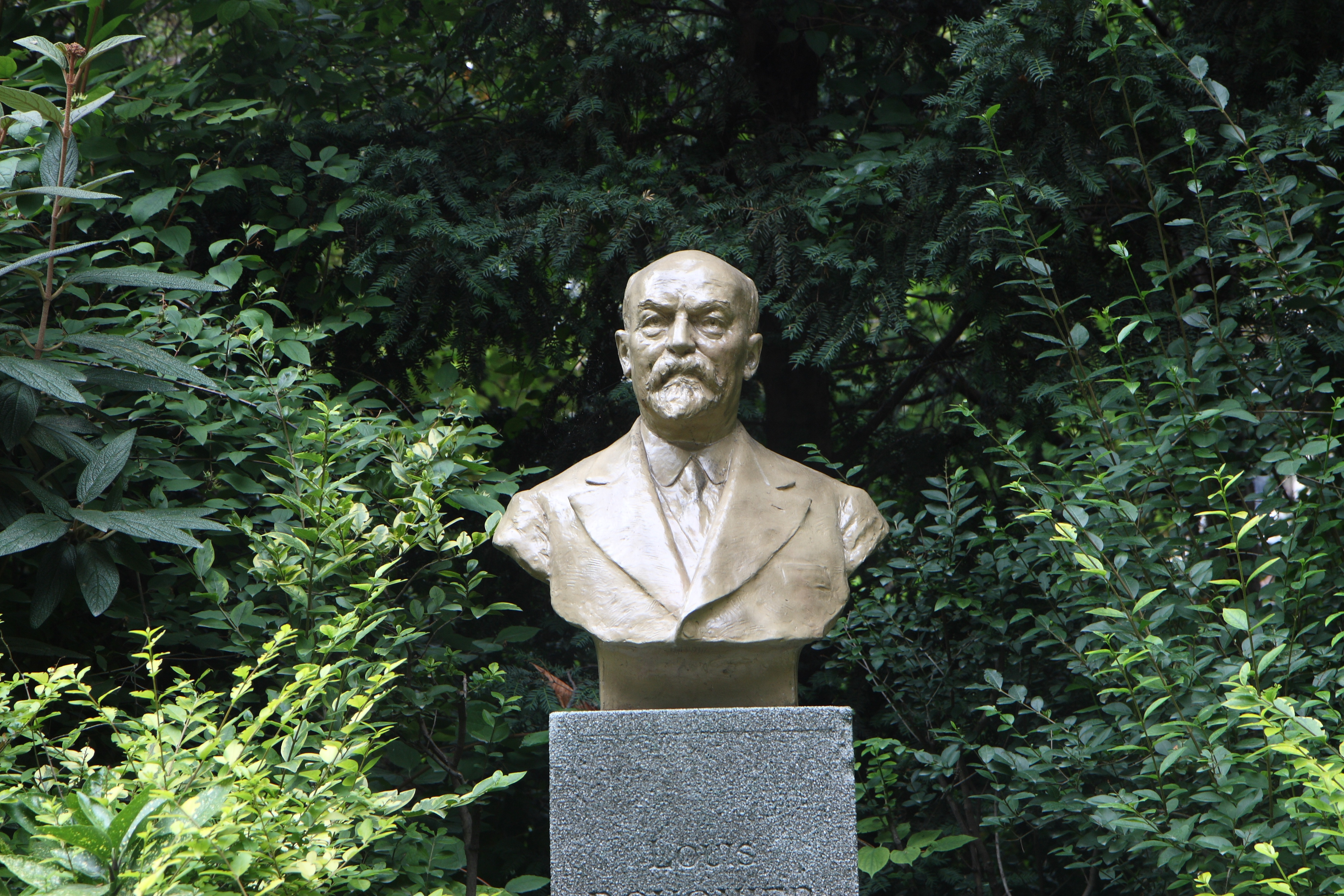
Buste de Louis Rouquier, maire de Levallois-Perret de 1919 à 1939.

### Rattachements administratifs et électoraux
La commune a été créée en 1866, par détachement de son territoire de celles de Clichy et de Neuilly-sur-Seine.
Antérieurement à la loi du 10 juillet 1964, la commune faisait partie du département de la Seine. La réorganisation de la région parisienne en 1964 fit que la commune appartient désormais au département des Hauts-de-Seine, après un transfert administratif effectif au 1er janvier 1968.
Pour l'élection des députés, elle fait partie depuis 1986 de la cinquième circonscription des Hauts-de-Seine.
Levallois-Perret, lors de sa création, faisait partie du canton de Neuilly-sur-Seine. Elle devient en 1893 le chef-lieu du canton de Levallois-Perret de la Seine. Lors de la mise en place des Hauts-de-Seine en 1967, le territoire communal est divisé en deux cantons :
- le canton de Levallois-Perret-Nord, formé d'une partie de Levallois-Perret et d'une partie de Clichy (40 400 habitants) ;
- le canton de Levallois-Perret-Sud, formé d'une partie de Levallois-Perret (26 532 habitants).

Dans le cadre du redécoupage cantonal de 2014 en France, la commune constitue désormais le nouveau canton de Levallois-Perret.

### Intercommunalité
La ville n'était membre d'aucune intercommunalité à fiscalité propre jusqu'en 2016.
Dans le cadre de la mise en œuvre de la volonté gouvernementale de favoriser le développement du centre de l'agglomération parisienne comme pôle mondial est créée, le 1er janvier 2016, la métropole du Grand Paris (MGP), dont la commune est membre.
La Loi portant nouvelle organisation territoriale de la République du 7 août 2015 prévoit également la création de nouvelles structures administratives regroupant les communes membres de la métropole, constituées d'ensembles de plus de 300 000 habitants, et dotées de nombreuses compétences, les établissements publics territoriaux (EPT).
La commune a donc également été intégrée le 1er janvier 2016 à l'établissement public territorial Paris Ouest La Défense.

### Tendances politiques et résultats
Le maire de Levallois-Perret est Agnès Pottier-Dumas (LR). Celle-ci est également :
- Conseillère départementale du canton de Levallois-Perret ;
- 10e vice-présidente chargée de la prévention et de la politique de la ville ;
- Membre de la commission permanente.

Elle succède à Patrick Balkany.
Le prédécesseur de ce dernier dans cette charge fut le communiste Parfait Jans (1926-2011), maire de Levallois-Perret de 1965 à 1983, député des Hauts-de-Seine en 1967-68, puis de 1973 à 1986, et conseiller général des Hauts-de-Seine de 1976 à 1982 - qu'il a battu aux cantonales de 1982 et aux municipales de 1983, avant de lui succéder comme député de la circonscription de Levallois-Perret en 1988.
Défait en 1995, Patrick Balkany laisse son fauteuil de maire - puis de député en 1997 - à Olivier de Chazeaux (« divers droite », puis RPR). Il reprend la ville en 2001, puis le siège de député de la cinquième circonscription des Hauts-de-Seine en 2002. Membre de l'UMP à titre individuel, il siège tout d'abord chez les « non-inscrits » jusqu'à ce que Alain Juppé soit déclaré inéligible et donc contraint d'abandonner la présidence de l'UMP. Il intègre alors le groupe UMP après l'arrivée de Nicolas Sarkozy à sa tête.
Aux municipales de 2014, la liste de Patrick Balkany est élue des le premier tour avec 51,56 % des voix — soit légèrement mieux qu'en 2008, où il avait obtenu 51,5 % des suffrages exprimés — battant la liste menée par le conseiller général DVD Arnaud de Courson (32,36 %), celle de Anne-Eugénie Faure (PS - 13,33 %) et celle de Annie Mandois (PCF - 2,72 %).
Lors du premier tour des municipales de 2020, Agnès Pottier-Dumas, ancienne directrice de cabinet de Patrick Balkany, qui lui avait apporté son soutien, obtient 34,6 % des suffrages exprimés, mais trois autres listes sont en mesure de se maintenir pour le second tour : celles menées par Arnaud de Courson (DVD - 20,8 %), par Maud Bregeon (LREM - 15 %) et par Lies Messatfa (Mouvement Radical - 14,2 %). Deux listes ayant obtenu plus de 5 % des suffrages exprimés peuvent également fusionner avec les précédentes : celles menées par Sylvie Ramond (DVD - 6,2 %) et par Frédéric Léger (union de la gauche : EELV-PS-PCF-LFI-Génération.s - 7,4 %),.

### Politique locale
Patrick Balkany, maire de la commune depuis 2001, a été condamné le 13 septembre 2019 pour fraude fiscale par la 32e chambre du tribunal correctionnel de Paris à quatre ans de prison ferme et dix ans d'inéligibilité.
Cette condamnation est réduite par la cour d'appel de Paris le 4 mars 2020 à quatre ans de prison, dont un avec sursis, et dix ans d’inéligibilité. Le condamné ayant fait savoir qu'il ne saisirait pas la Cour de cassation, cet arrêt est devenu définitif, et le préfet des Hauts-de-Seine a pris un arrêté le déclarant démissionnaire d'office le 6 mars 2020.
L'exécution du jugement du 13 septembre 2019 a donc été suspendue dans l'attente de l'arrêt d'appel. Toutefois, ayant fait l'objet d'un mandat de dépôt à l'audience, il est incarcéré dès le 13 septembre 2019. Patrick Balkany étant empêché d'exercer ses fonctions de maire par cet emprisonnement, est alors remplacé de plein droit par sa première adjointe, sa femme, Isabelle Balkany, également condamnée dans la même affaire mais qui n'avait pas fait l'objet d'un mandat de dépôt. Après l'arrêté préfectoral déclarant Isabelle Balkany démissionnaire d'office, l'intérim de la fonction de maire est assuré par le deuxième adjoint Jean-Yves Cavallini (UDI) jusqu'à l'élection du nouveau maire par le conseil municipal élu après le second tour des élections municipales de 2020.

### Liste des maires
Depuis la Libération de la France, huit maires différents ont été élus à Levallois-Perret :
| Période      | Période     | Identité            | Étiquette    | Qualité |
| ------------ | ----------- | ------------------- | ------------ | --- |
| 1945         | 1945        | Léon L'Heureux      |              | Résistant |
| 1945         | 1946        | Ernest Perney       | RAD          | |
| 1946         | 1947        | Lucien Marrane      | PCF          | Fraiseur-outilleur, chauffeur de taxi, Frère de Georges Marrane |
| 1947         | 1965        | Charles Deutschmann | RPF puis DVD | Receveur-percepteur honoraire Sénateur de la Seine (1951 → 1958) |
| 1965         | 1983        | Parfait Jans,       | PCF          | Chauffeur de taxi Député des Hauts-de-Seine (1967 → 1968 puis 1973 → 1986) Conseiller général de Levallois-Perret-Sud (1976 → 1982) Conseiller municipal de Chessy-les-Prés (1989 → 1995)                                                                                                |
| 1983         | 1995        | Patrick Balkany     | RPR          | Directeur de société Député des Hauts-de-Seine (5e circ.) (1988 → 1997 et 2002 →) Conseiller général de Levallois-Perret-Sud (1982 → 1988) Président de l'OPHLM-92 (1985 → 1998) |
| 1995,        | 2001        | Olivier de Chazeaux | DVD puis RPR | Avocat Député des Hauts-de-Seine (5e circ.) (1997 → 2002) |
| 2001         | 6 mars 2020 | Patrick Balkany,    | UMP → LR     | Directeur de société Député des Hauts-de-Seine (5e circ.) (1988 → 1997 et 2002 → 2017) Vice-président de l'EPT Paris Ouest La Défense (2016 → 2020) Maire empêché du 13 septembre 2019 au 6 mars 2020 à la suite de son incarcération pour fraude fiscale, puis démissionnaire d'office. |
| juillet 2020 | En cours    | Agnès Pottier-Dumas | LR           | |

### Politique environnementale

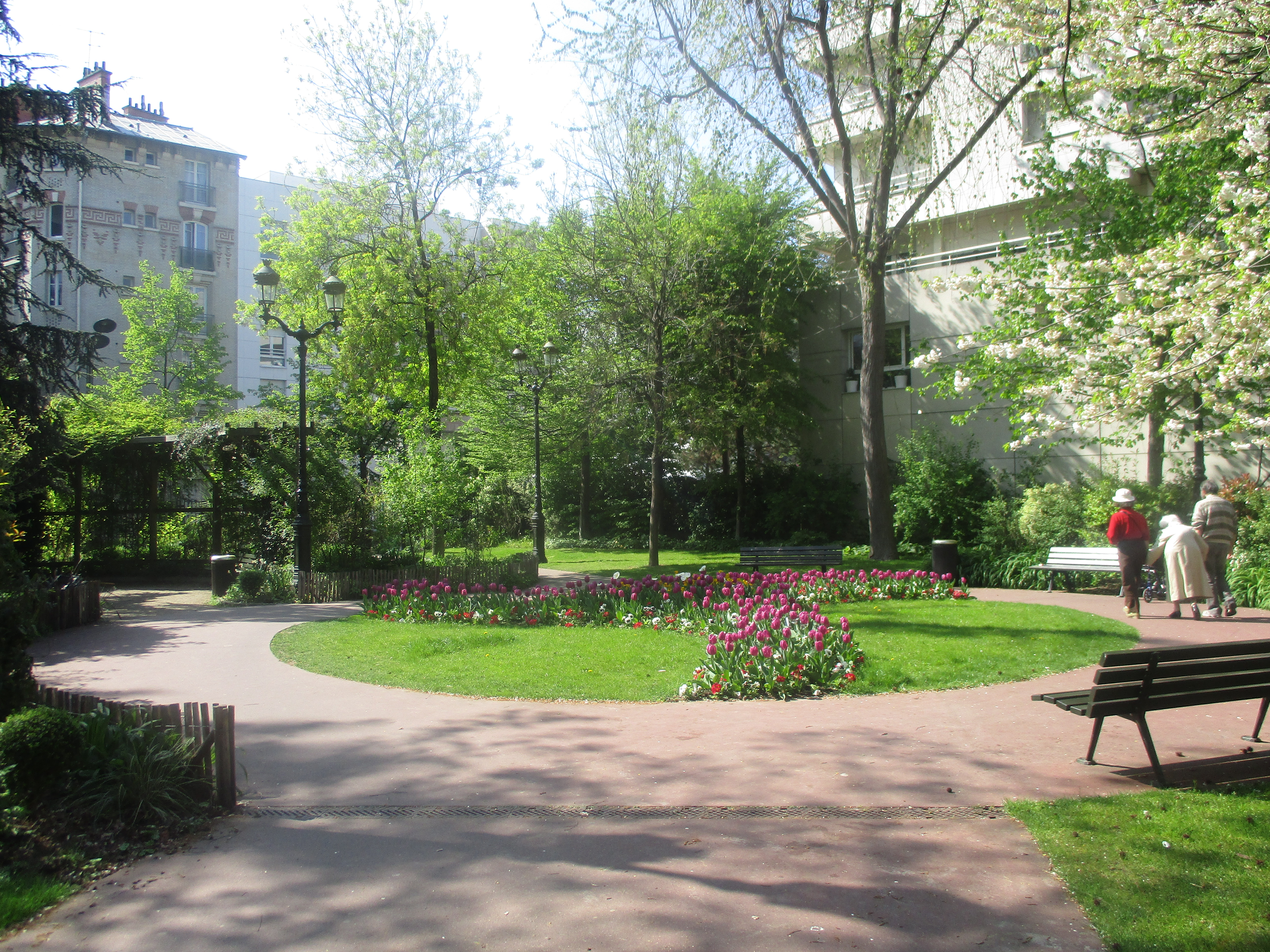
Square Baudin, rue Baudin.

La commune intègre dans ses nouveaux projets les problèmes environnementaux. La construction du dernier groupe scolaire Buffon respectera ainsi la norme Haute qualité environnementale. La mise en place d'un récupérateur de chaleur du réseau d'assainissement pour le centre aquatique a permis de réduire la consommation d'énergie de 24 %. Ce projet a permis à la ville d'obtenir le prix de la Marianne d'Or et le grand prix de l'environnement en 2010.
La commune est lauréate du Concours des villes et villages fleuris de France (4 fleurs), dont elle a de surcroît obtenu récemment le Grand Prix national du fleurissement. En 2004, elle a reçu le label « Ville Internet @ ».

### Finances locales
Depuis de nombreuses années, la capacité d'autofinancement reste largement supérieure à la moyenne de la strate (communes de 50 000 à 100 000 habitants appartenant à un groupement fiscalisé) :
Capacité d'autofinancement par habitant (en euros)
|                      | 2018 | 2017 | 2016 | 2015 | 2014 | 2013 | 2012 | 2011 | 2010 | 2009 | 2008 | 2007 |
| -------------------- | ---- | ---- | ---- | ---- | ---- | ---- | ---- | ---- | ---- | ---- | ---- | ---- |
| Levallois-Perret     | 502  | 455  | 349  | 415  | 253  | 327  | 400  | 503  | 452  | 436  | 285  | 460  |
| Moyenne de la strate | 209  | 197  | 184  | 169  | 148  | 166  | 172  | 176  | 169  | 146  | 136  | 150  |

Encours de la dette par habitant (en euros)
|                      | 2018 | 2017 | 2016 | 2015 | 2014 | 2013 | 2012  | 2011  | 2010  | 2009  | 2008 | 2007 |
| -------------------- | ---- | ---- | ---- | ---- | ---- | ---- | ----- | ----- | ----- | ----- | ---- | ---- |
| Levallois-Perret     | 5387 | 5734 | 6520 | 7478 | 8352 | 9188 | 11447 | 11484 | 11318 | 12412 | 9030 | 5204 |
| Moyenne de la strate | 1384 | 1416 | 1430 | 1960 | 2107 | 2455 | 2430  | 2377  | 2171  | 2076  | 1960 | 1716 |

Cette importante capacité d'autofinancement, presque toujours supérieure au double de la moyenne de la strate, permet à la commune de financer son endettement. En 2015, Levallois-Perret était la commune la plus endettée de France, avec une dette record de 8 352 euros par habitant en 2014, en baisse de 8,5 % par rapport à 2013. Sa dette totale, qui s'élève à 544 millions d'euros, est dépassée uniquement par celles de Paris et Marseille, communes considérablement plus peuplées, mais aux capacités d'autofinancement bien inférieures. L'encours de la dette par habitant continue à diminuer : il est de 5 387 euros en 2018 en même temps que la capacité d'autofinancement continue à augmenter.

### Jumelages
Levallois-Perret est jumelée avec :
- Molenbeek-Saint-Jean (Belgique) en 1956[Note 5] ou en 1981[Note 6] ;
- Berlin-Schöneberg (Allemagne) depuis 1995[74].
- 🇮🇱 Petah-Tikva (Israël) Pacte d'amitié depuis 2024

## Population et société

### Démographie

#### Évolution démographique
L'évolution du nombre d'habitants est connue à travers les recensements de la population effectués dans la commune depuis 1866. Pour les communes de plus de 10 000 habitants les recensements ont lieu chaque année à la suite d'une enquête par sondage auprès d'un échantillon d'adresses représentant 8 % de leurs logements, contrairement aux autres communes qui ont un recensement réel tous les cinq ans,.

En 2022, la commune comptait 68 412 habitants, en évolution de +7,8 % par rapport à 2016 (Hauts-de-Seine : +2,75 %, France hors Mayotte : +2,11 %).
| 1866   | 1872   | 1876   | 1881   | 1886   | 1891   | 1896   | 1901   | 1906   |
| ------ | ------ | ------ | ------ | ------ | ------ | ------ | ------ | ------ |
| 15 763 | 19 158 | 22 744 | 29 519 | 35 649 | 39 857 | 47 315 | 58 073 | 61 920 |

| 1911   | 1921   | 1926   | 1931   | 1936   | 1946   | 1954   | 1962   | 1968   |
| ------ | ------ | ------ | ------ | ------ | ------ | ------ | ------ | ------ |
| 68 703 | 73 639 | 75 144 | 71 181 | 65 186 | 61 681 | 62 871 | 61 804 | 58 941 |

| 1975   | 1982   | 1990   | 1999   | 2006   | 2011   | 2016   | 2021   | 2022   |
| ------ | ------ | ------ | ------ | ------ | ------ | ------ | ------ | ------ |
| 52 523 | 53 500 | 47 548 | 54 700 | 62 851 | 64 629 | 63 462 | 68 009 | 68 412 |

#### Pyramide des âges
En 2018, le taux de personnes d'un âge inférieur à 30 ans s'élève à 38,8 %, soit au-dessus de la moyenne départementale (38,4 %). À l'inverse, le taux de personnes d'âge supérieur à 60 ans est de 19,0 % la même année, alors qu'il est de 20,0 % au niveau départemental.
En 2018, la commune comptait 30 594 hommes pour 35 223 femmes, soit un taux de 53,52 % de femmes, légèrement supérieur au taux départemental (52,41 %).
Les pyramides des âges de la commune et du département s'établissent comme suit.
| Hommes | Classe d’âge | Femmes |
| ------ | ------------ | ------ |
| 0,4    | 90 ou +      | 1,3    |
| 4,6    | 75-89 ans    | 6,6    |
| 11,6   | 60-74 ans    | 13,0   |
| 17,1   | 45-59 ans    | 17,7   |
| 25,6   | 30-44 ans    | 24,1   |
| 20,2   | 15-29 ans    | 20,2   |
| 20,4   | 0-14 ans     | 17,0   |

| Hommes | Classe d’âge | Femmes |
| ------ | ------------ | ------ |
| 0,6    | 90 ou +      | 1,6    |
| 5,2    | 75-89 ans    | 7,2    |
| 12,1   | 60-74 ans    | 13,5   |
| 19,3   | 45-59 ans    | 19,4   |
| 22,6   | 30-44 ans    | 21,9   |
| 20,2   | 15-29 ans    | 18,9   |
| 19,9   | 0-14 ans     | 17,4   |

### Enseignement
Le territoire de la commune est situé dans l'académie de Versailles.
La ville administre dix écoles maternelles et neuf écoles élémentaires communales, ainsi que le Conservatoire Maurice-Ravel (conservatoire à rayonnement communal).
Le département gère quatre collèges dont un privé et la région Île-de-France un lycée.
Levallois-Perret abrite :
- l'Institut européen de journalisme (IEJ) jusqu'en 2022
- l'Institut supérieur du commerce de Paris (ISC)
- l’Icart-Photo, école de photographie (Groupe EDH)
- l'EFAP, école des nouveaux métiers de la communication (anciennement : École française des attachés de presse, groupe EDH)
- le Lycée Léonard de Vinci de Levallois-Perret

Jusqu’en 2014, un Institut de formation en soins infirmiers (IFSI), rattaché à l'Institut hospitalier franco-britannique, se trouvait à Levallois-Perret. Pour la rentrée 2014, il a déménagé au CNIT à La Défense. L'École supérieure des techniques aéronautiques et de construction automobile (ESTACA), école d'ingénieur spécialisée dans les transports (aéronautique, spatial, automobile et ferroviaire), implantée depuis 1979 à Levallois-Perret, déménage à la rentrée 2015 à Saint-Quentin-en-Yvelines.

### Santé
L'Institut hospitalier franco-britannique (IHFB) est un établissement privé d’intérêt collectif qui regroupe depuis juin 2008 les services de l'hôpital Notre-Dame-du-Perpétuel-Secours et du Hertford British Hospital et qui, en 2019, compte 270 lits et places et emploie 700 professionnels, dont 120 médecins

### Sports

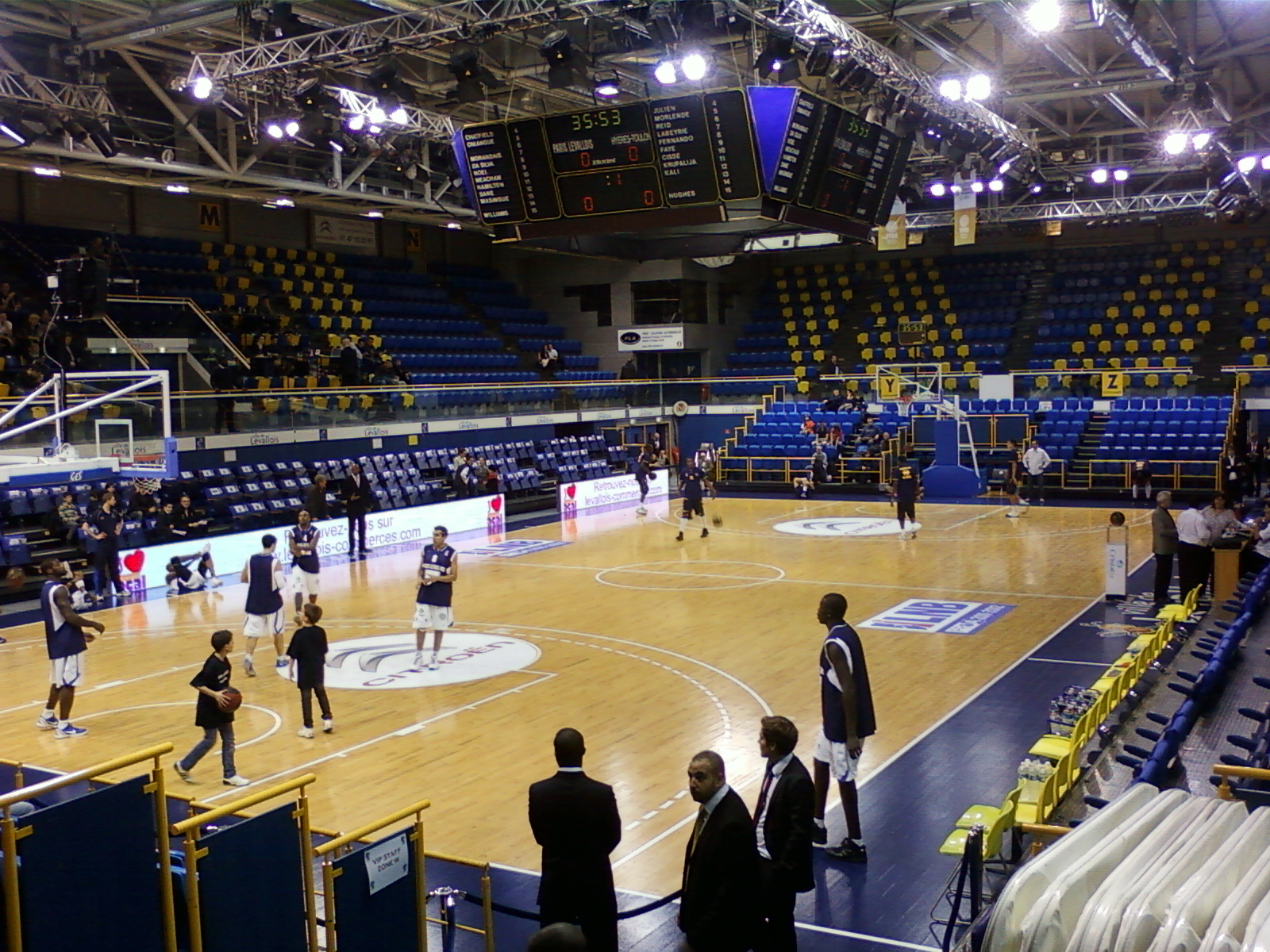
Le palais des sports Marcel-Cerdan accueille régulièrement des rencontres de basket-ball et de boxe.

Le siège de la Fédération française de golf est situé au 69 rue Anatole-France, près de la station de métro du même nom.

### Médias
Le siège social du groupe de presse industriel Lagardère, 149 rue Anatole-France.
Depuis le 17 septembre 2015, le siège social du groupe de médias français en ligne Webedia s'implante au 2, rue Paul-Vaillant-Couturier.

### Cultes
Les Levalloisiens disposent de lieux de culte catholique, israélite, musulman et protestant.

#### Culte catholique
Depuis janvier 2010, la commune de Levallois-Perret fait partie du doyenné des Deux-Rives, l'un des neuf doyennés du diocèse de Nanterre.
Au sein de ce doyenné, les trois lieux de culte catholique relèvent de la paroisse de Levallois,, dont l'animation a été confiée par l'évêque de Nanterre à la communauté du Chemin-Neuf : 
- l'église Saint-Justin, 1 place d'Estienne d'Orves. XIXe siècle ;
- l'église Sainte-Reine, 109 rue Paul Vaillant Couturier. Ouverte en 1956 ;
- l'église Sainte-Bernadette, 3 rue Ernest Cognacq. Ouverte en 1959.

#### Culte israélite
Une synagogue, gérée par l'association culturelle et cultuelle israélite de Levallois, est implantée à Levallois-Perret.

#### Culte musulman
L'ancienne mosquée, sise rue du Viaduc, a laissé la place au centre commercial So Ouest. La communauté musulmane dispose d'une salle de prière, et de la mosquée, rue Jules-Verne, siège de l'Union des musulmans de Levallois.

#### Culte protestant
L'Église réformée de France dispose d'un lieu de culte (le temple de la Petite Étoile). Une Église évangélique dispose également d'un temple.

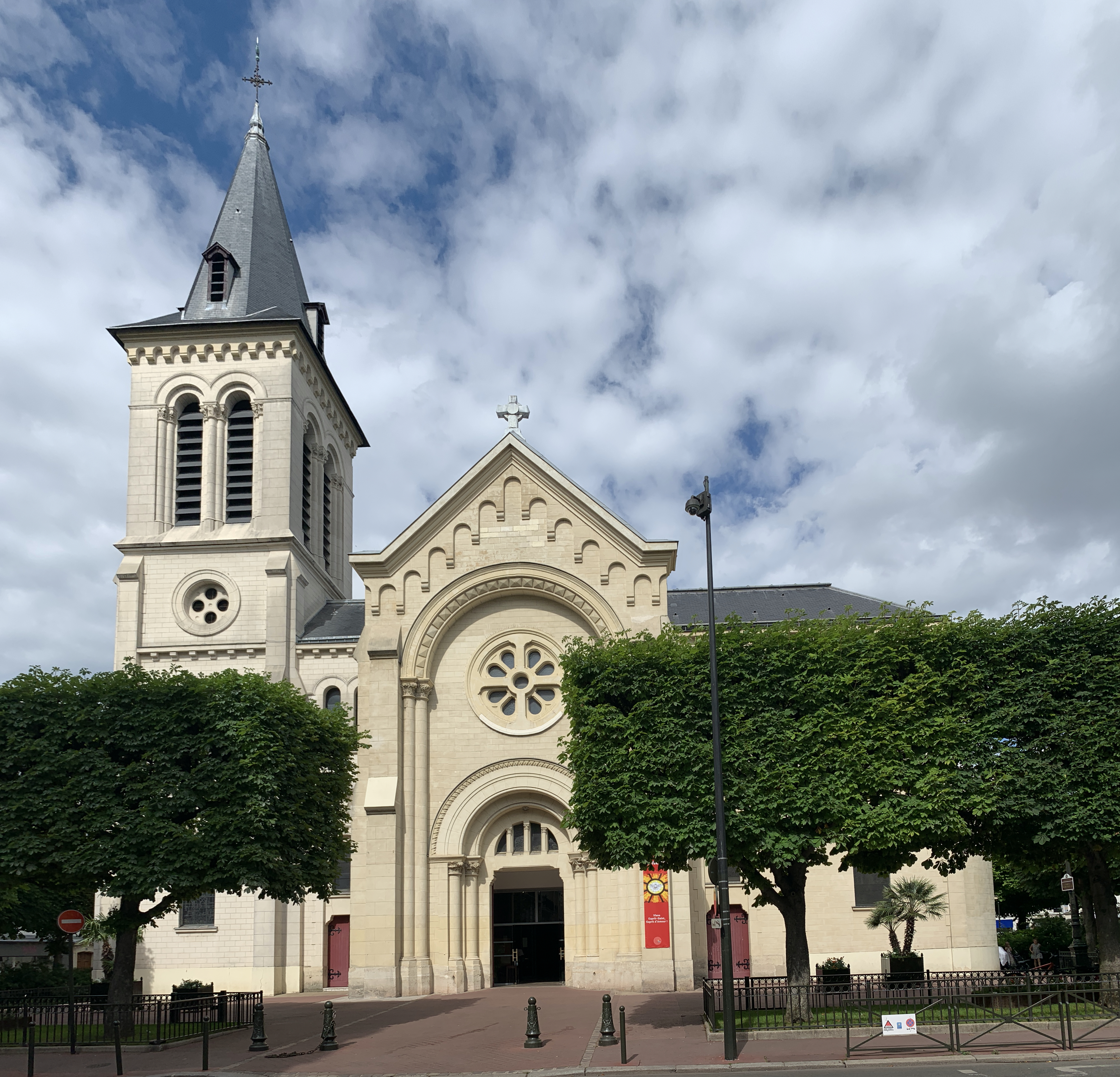
Levallois-Perret - Façade de l'église Saint-Justin.
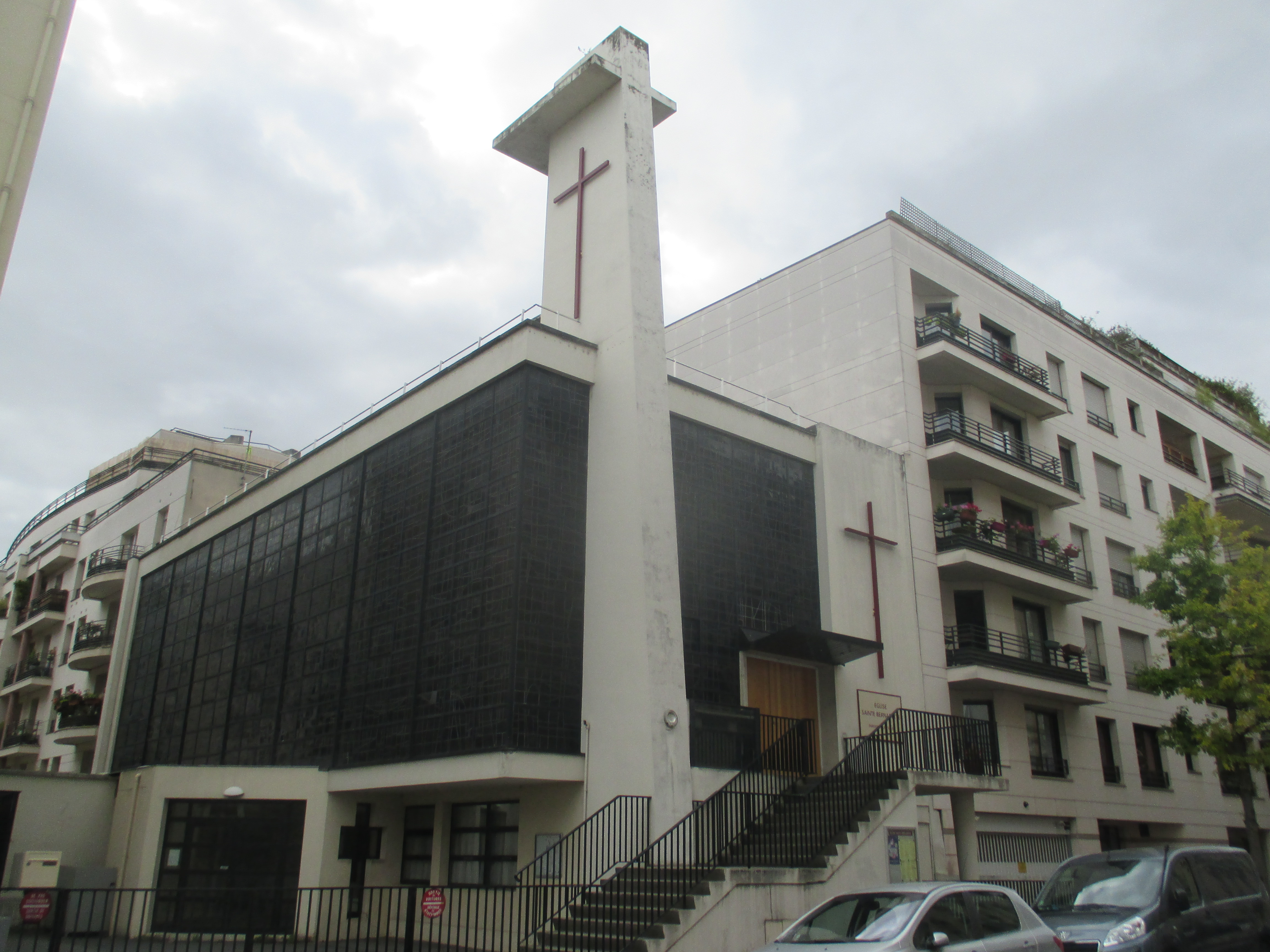
Vue de l'église Sainte-Bernadette.
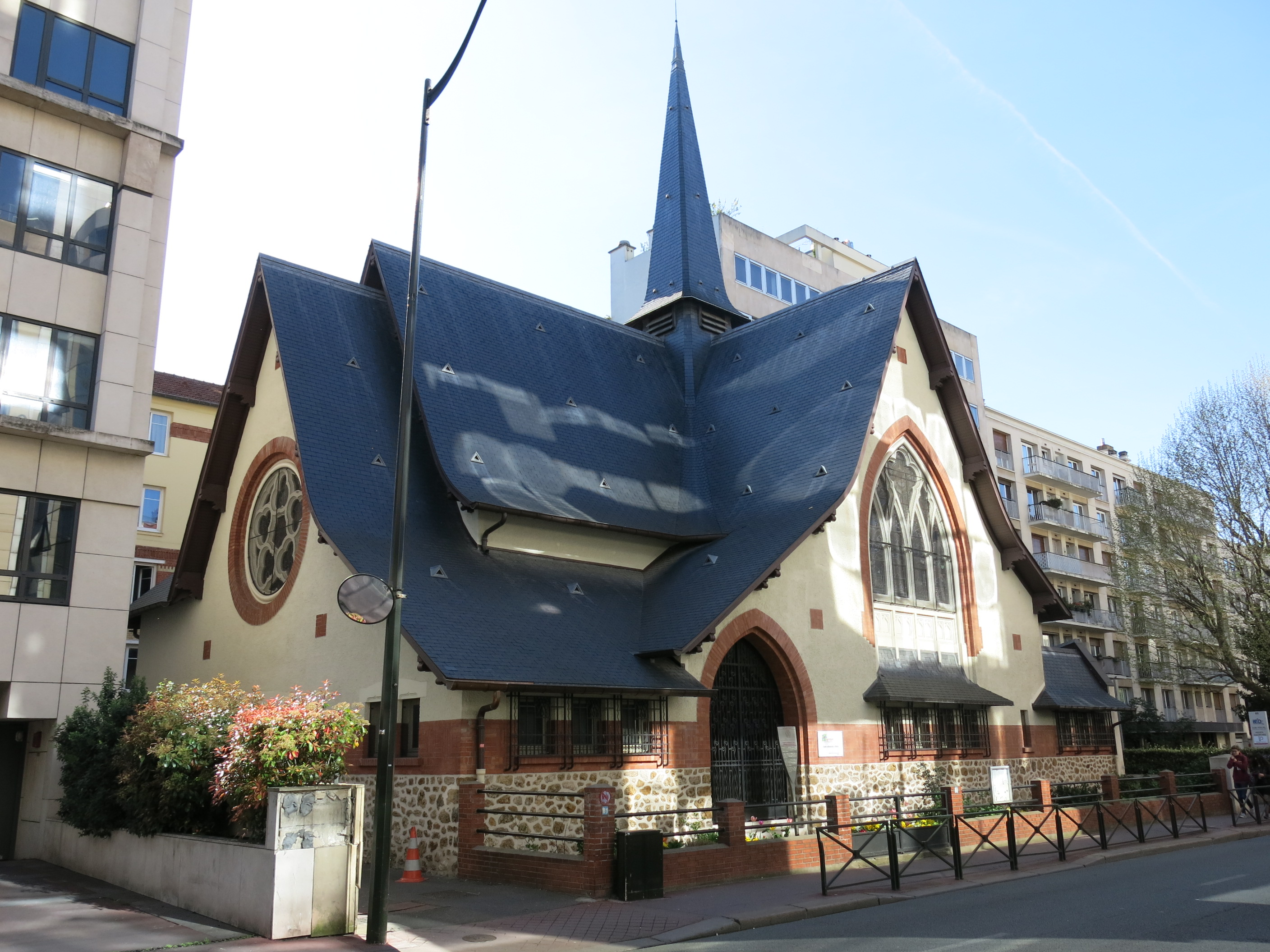
Levallois-Perret - Vue du temple réformé de la Petite Étoile.
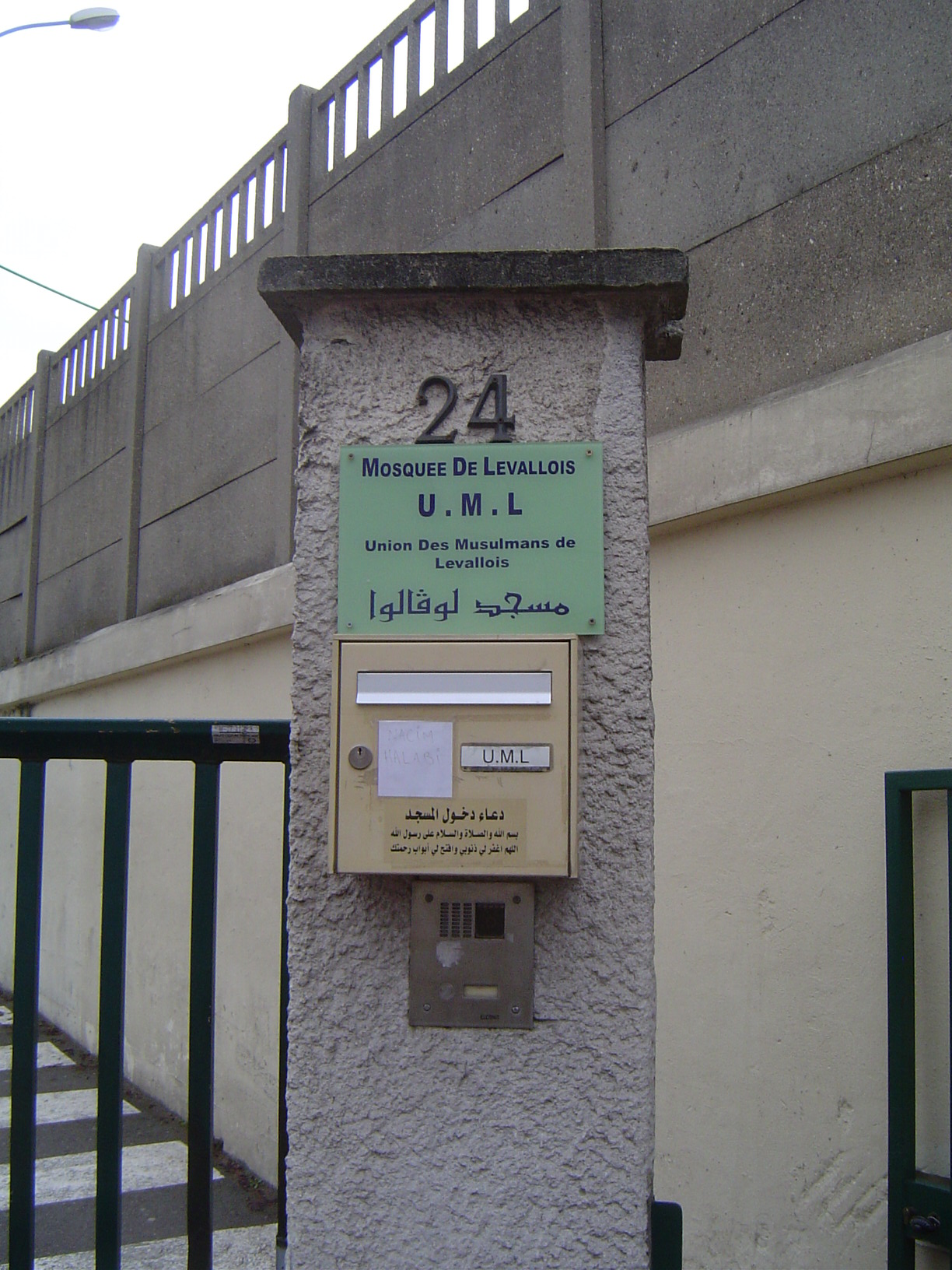
Levallois-Perret - Entrée de la mosquée.

## Économie

### Revenus de la population et fiscalité
En 2010, le revenu fiscal médian par ménage était de 38 327 €, ce qui plaçait Levallois-Perret au 3 508e rang parmi les 31 525 communes de plus de 39 ménages en métropole.

### Entreprises et commerces
Levallois-Perret regroupe près de 4 500 entreprises et commerces pour près de 60 000 emplois.
Les experts en géographie économique[Qui ?] rangent cette ville dans le « Croissant d'or » qui désigne, outre les communes des Hauts-de-Seine : Issy-les-Moulineaux, Boulogne-Billancourt, Neuilly-sur-Seine, Levallois-Perret et Clichy, les arrondissements de l'ouest de Paris situés sur la rive droite de la Seine. De nombreux sièges sociaux des grandes entreprises s'y concentrent en dépit de son manque d'infrastructure de transport public. Sa proximité avec le quartier d'affaires de la Défense privilégie cet espace économique.
Les principales entreprises ayant leur siège social à Levallois-Perret sont les suivantes :
- Alstom
- Armand Thiery
- Albingia
- Business Objects
- Butagaz
- Constantin Associés
- Devoteam
- Disney Hachette Presse
- Éditions Francis Lefebvre
- Elle
- Epson
- GMF Assurances
- Guerlain
- Hachette Filipacchi Médias
- Id Verde
- Lagardère Travel Retail
- L'Oréal (division des Produits de luxe)
- International SOS
- Le Public Système, agence de Public Système Hopscotch
- Médiamétrie
- Micropole
- Minale Design Strategy[94]
- Newsweb, filiale de Angel-Invest
- Plastic Omnium
- VME zaOza
- Webedia
- Swiss Life

En octobre 2012, ouvre le centre commercial So Ouest dans le quartier Eiffel, près de la porte d'Asnières.
La Direction générale de la sécurité intérieure, ancienne DCRI, a également son siège à Levallois depuis 2007.

## Culture locale et patrimoine

### Lieux et monuments
La commune comprend de nombreux monuments répertoriés à l'inventaire général du patrimoine culturel de la France.
Les monuments historiques de la commune sont :
- le temple de la Petite Étoile inauguré en 1912 ;
- l'ancien Hertford British Hospital, inscrit en 1987[96] ;
- la Villa mauresque de la villa Chaptal, classée en 1993[97].

Parmi les autres monuments de la commune : le cimetière de Levallois-Perret, et l'hôtel de ville.

### Patrimoine culturel
- La salle Ravel est située dans les locaux du conservatoire Maurice-Ravel.

#### Issus de Levallois-Perret

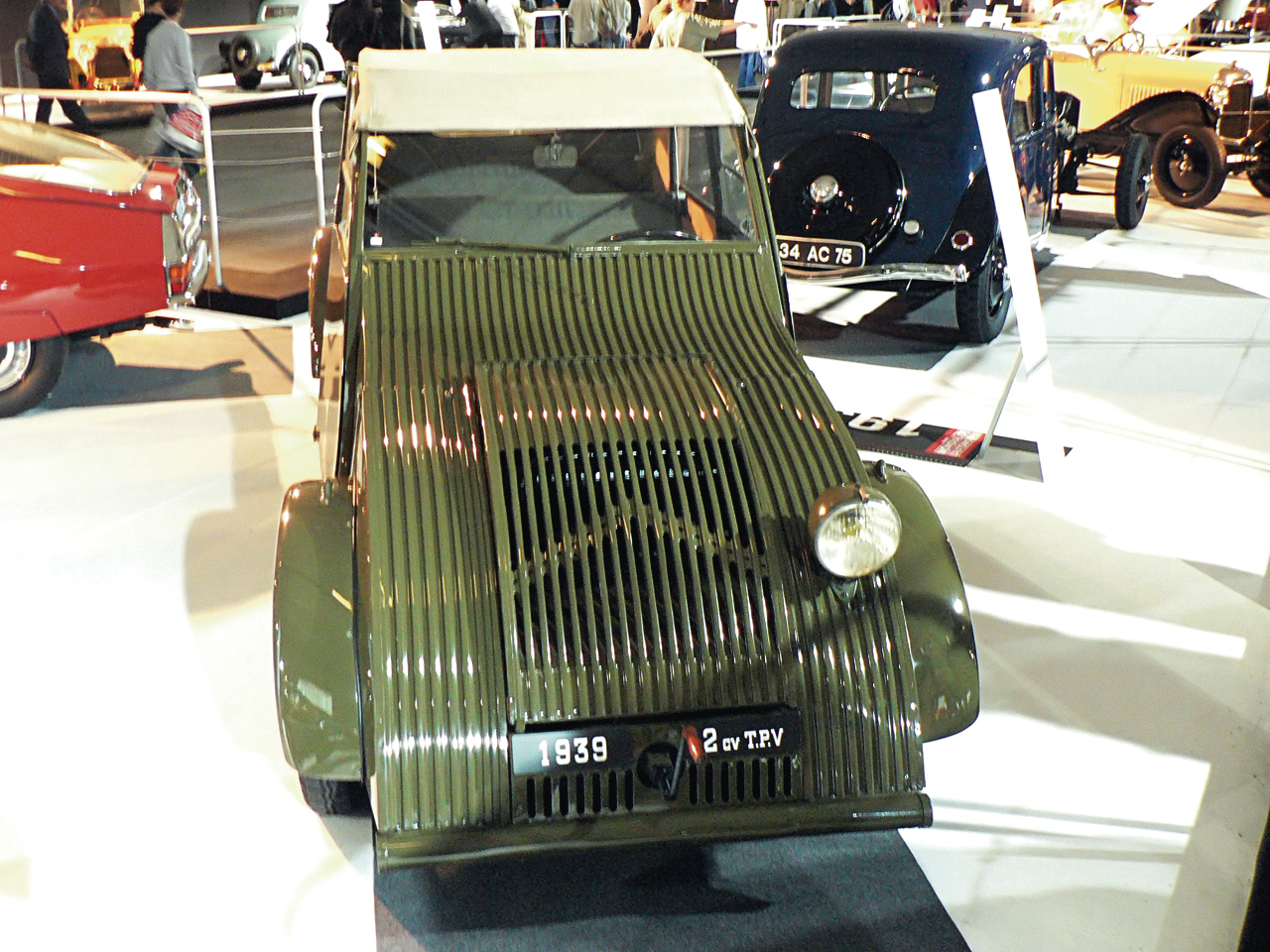
L'usine Citroën de Levallois-Perret : berceau de la très populaire 2CV.

- La quinine, substance anti-paludique a été découverte au château de la Planchette par le chimiste Pierre Joseph Pelletier ;
- la structure métallique de la statue de la Liberté ;
- la tour Eiffel, dont les éléments ont été fabriqués à Levallois-Perret avant d'être assemblés ;
- Radiola, première radio privée en France (ancêtre de Radio-Paris) dont l'émetteur était situé à Levallois ;
- la Citroën 2 CV, qui a vu le jour dans les usines Citroën de Levallois-Perret ;
- les autochenilles de la croisière noire et de la croisière jaune ;
- le Blériot XI, appareil à bord duquel Louis Blériot réalisa la première traversée de la Manche en 1909 ;
- l'Arc en Ciel, appareil à bord duquel Jean Mermoz réalisa en 1933 la première traversée de l'Atlantique-Sud :
- la motocyclette, inventée par les frères Werner ;
- les premières compagnies de taxi : G3, G4, G7, société Degioanni.

### Levallois-Perret et la culture populaire
Florent Marchet dans sa chanson Levallois et Frédéric Beigbeder dans 99 Francs la citent comme l'archétype des années 2000 de la ville de première couronne parisienne, refuge d'une jeunesse médiocre (emplois tertiaires dans la capitale), de droite (non-boboïsée), contrainte de quitter Paris à cause des prix de l'immobilier pour y installer leur famille.

### Levallois-Perret et le cinéma
Plusieurs films ont été tournés à Levallois-Perret :
- 1978 : Le Pion, film réalisé par Christian Gion - Lieu : hôtel de ville
- 1983 : Le Battant, film réalisé par Alain Delon et Robin Davis - Lieux : rue Anatole-France, rue Voltaire
- 1984 : Un été d'enfer, film réalisé par Michaël Schock - Lieu : Levallois-Perret
- 1987 : Travelling avant, film réalisé par Jean-Charles Tacchella
- 1999 : Pas de scandale, film réalisé par Benoît Jacquot - Lieu : centre-ville[98].
- 2002 : Ah ! si j'étais riche, film réalisé par Gérard Bitton et Michel Munz - Lieu : Levallois-Perret[99]
- 2003 : Tais-toi !, film réalisé par Francis Veber - Lieux : rue Anatole-France, rue Baudin[98]
- 2005 : Commissaire Moulin, film réalisé par Yves Rénier avec Johnny Hallyday - Lieu : square André Malraux
- 2006 : Pour l'amour de Dieu, téléfilm réalisé par Ahmed Bouchaala - Lieu : Levallois-Perret[99]
- 2007 : La Légende des trois clefs, film réalisé par Patrick Dewolf - Lieu : Levallois-Perret[99]
- 2007 : Mauvaise Foi, film réalisé par Roschdy Zem - Lieux : vue sur le stade Louison-Bobet depuis les immeubles du 4 rue Arthur-Ladwig, vue sur le stade Louison-Bobet depuis la rue Victor-Hugo[98]
- 2008 : L'Empreinte, film réalisé par Safy Nebbou - Lieu : croisement de la rue Baudin et rue Anatole-France[98]
- 2008 : Le Nouveau Protocole, film réalisé par Thomas Vincent - Lieu : Quartier du Front de Seine[98]
- 2009 : Éternelle, film réalisé par Didier Delaître - Lieu : Levallois-Perret[99]

### Héraldique, logotype et devise

Logo de la municipalité jusqu'en mai 2021.

| Armes de Levallois-Perret | Elles peuvent se blasonner ainsi aujourd’hui : De gueules à la bande d'argent chargée de trois abeilles du champ, accompagnée en chef d'un brûle-parfum d'or et en pointe d'une roue d'engrenage du même. |

## Pour approfondir

#### Levallois et la préhistoire
- É. Boëda : Le concept Levallois : variabilité des méthodes, Monographie du CRA, CNRS (1994)  (ISBN 2-222-04772-2)* M.-L. Inizan, M. Reduron-Ballinger, H. Roche, et J. Tixier : Préhistoire de la Pierre Taillée - t. 4 : Technologie de la pierre taillée, Meudon, CREP, (1995)  (ISBN 2-903516-04-9)

#### Histoire de Clichy et du site de Clichy-Levallois
Informations utiles sur l'évolution du domaine de La Planchette.
- Abbé Lecanu, Histoire de Clichy-la-Garenne, Paris, Éditions Poussielgue, 1848
- Abbé Narbey, Histoire de l'Ancien Clichy et de ses dépendances depuis l'origine jusqu'en 1793, Paris, Monographies des Villes et Villages de France, 1908  (ISBN 2-84373-754-0)

#### Histoire de Levallois-Perret
- Fernand Bournon : Notice historique et renseignements administratifs de Levallois-Perret
- Isabelle Balkany, Jean Bouvet, Nicolas Levallois, l'homme d'une époque, le créateur d'une ville, Levallois, Direction de l'Information, Hôtel de ville, 1991
- Isabelle Balkany, Véronique Soulié, Nathalie Nouette-Delorme, Levallois, mémoires, Levallois, Direction de l'Information, Hôtel de ville, 1991
- Pierre Hénon, Levallois: histoire d'une banlieue, Bruxelles, Éditions Pierre Mardaga, 1981  (ISBN 2-87009-138-9)
- Isabelle Balkany, Véronique Soulié, Nathalie Nouette-Delorme, Levallois, mémoires. Les pionniers de l'aviation, Levallois, Direction de l'Information, Hôtel de ville, 1993
- Isabelle Balkany, Made in Levallois. Deux siècles d'innovations, de créations, d'intelligences, Levallois, 2010
- Isabelle Balkany et Romuald Hambert, Levallois Mémoires, l’album de cartes postales, 2012.
- Collectif, Levallois, mémoires des rues, mémoires des pierres, 1991.
- Info-Levallois, magazine mensuel édité par la commune.
- Revue mensuelle de la Société historique de Levallois-Perret.

### Iconographie

Bâtiments remarquables
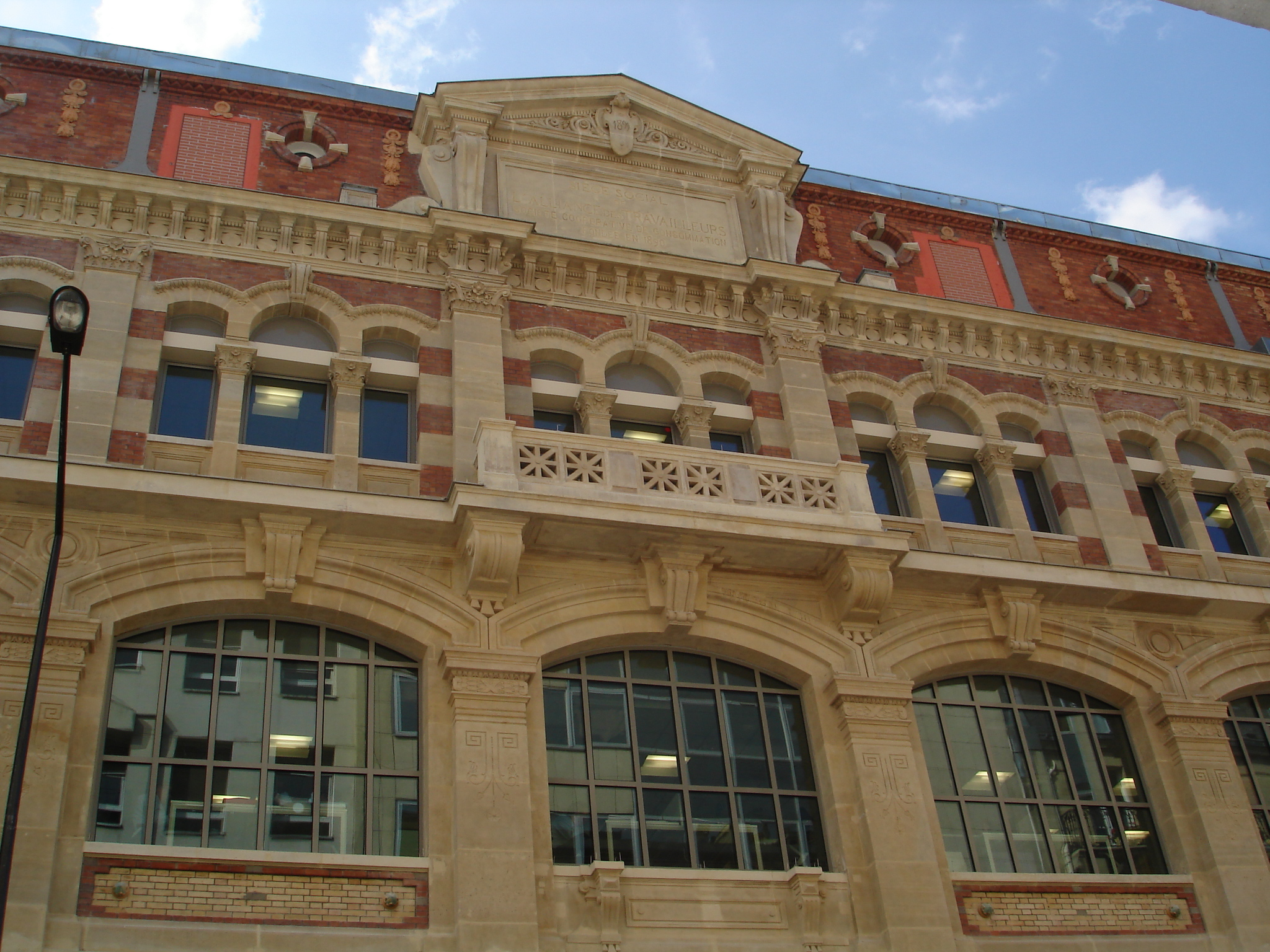
Siège Social de l'Alliance des Travailleurs.
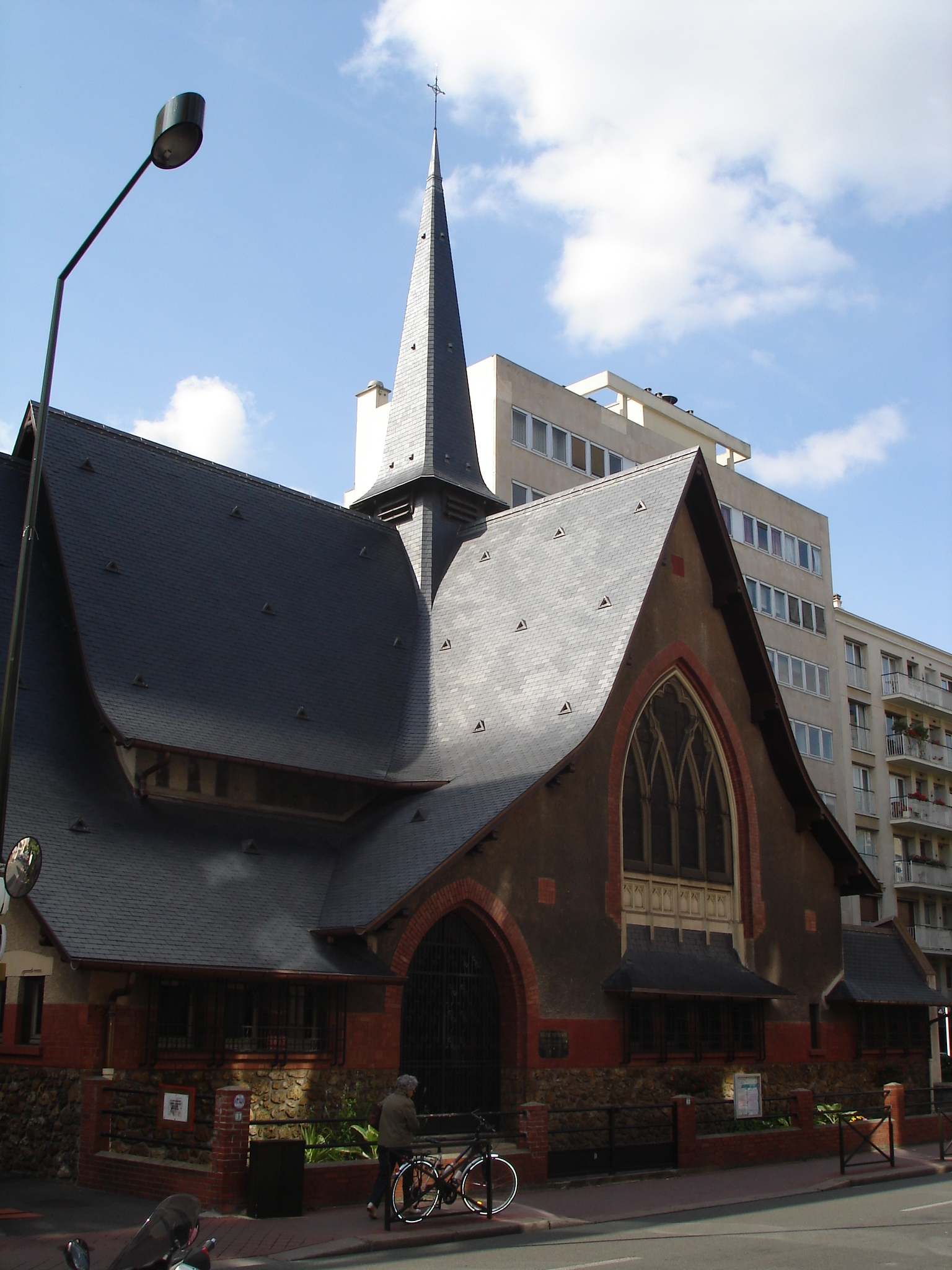
Église réformée "La petite Étoile".
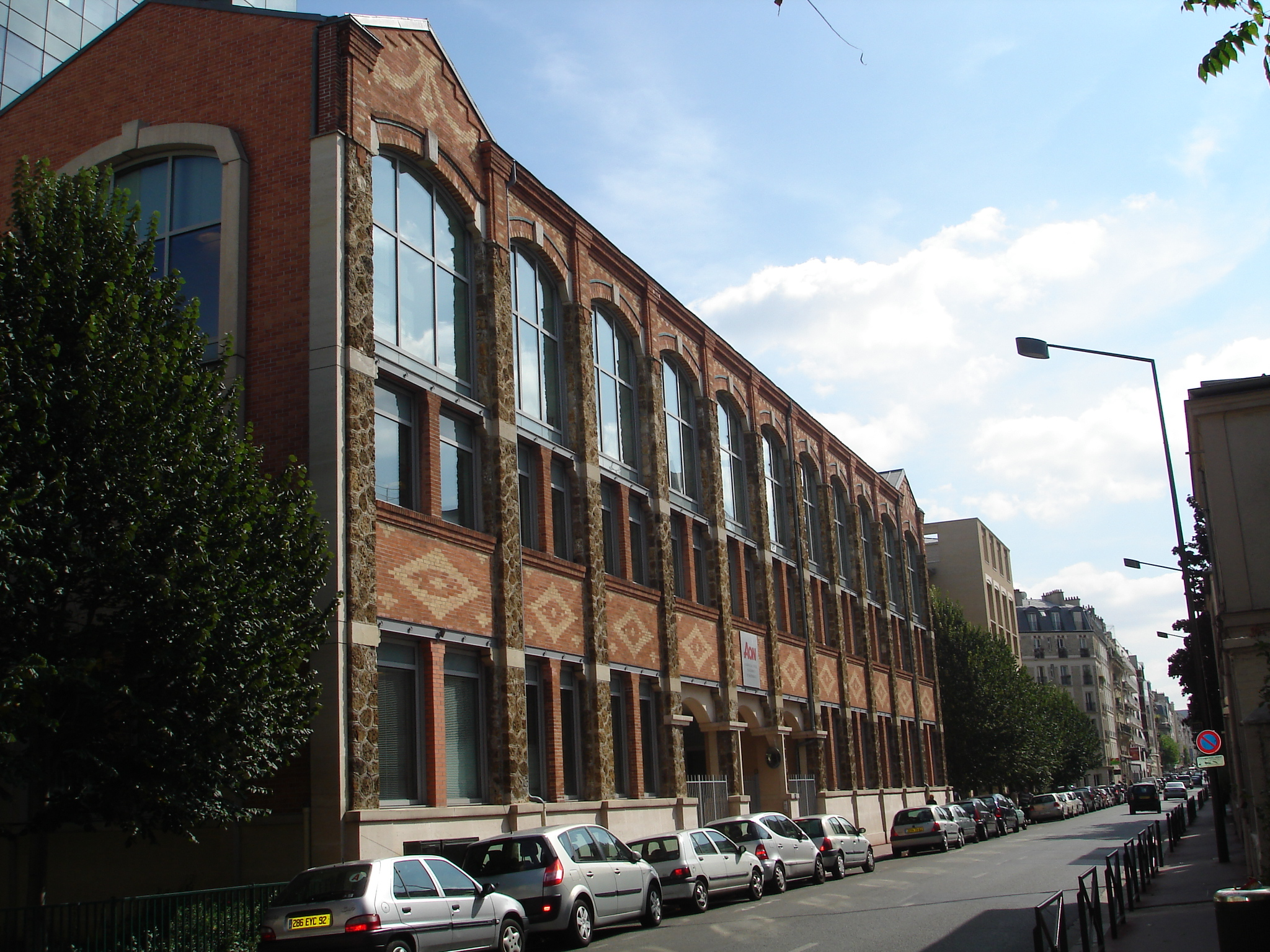
Biscuiterie Millez.
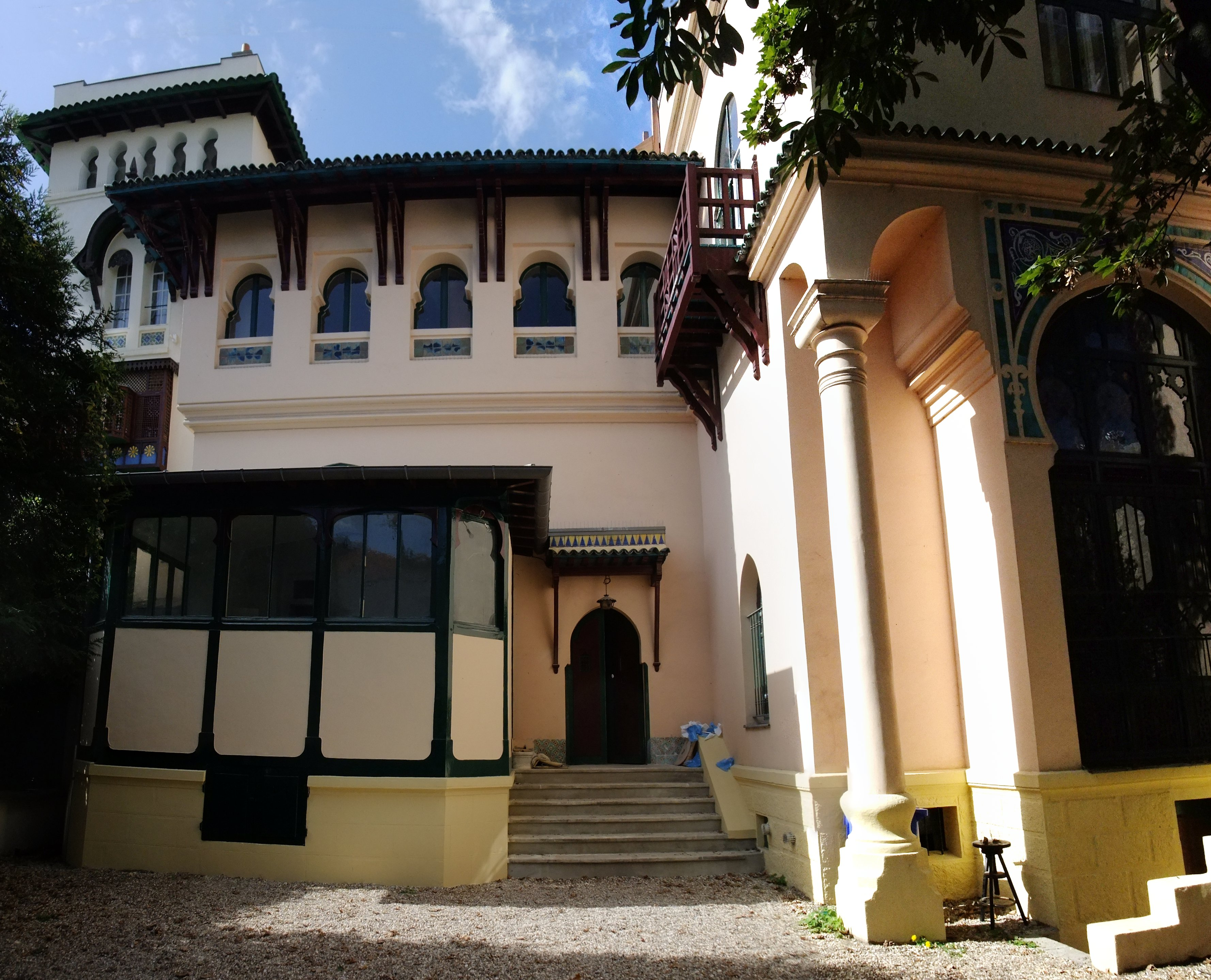
Villa mauresque.
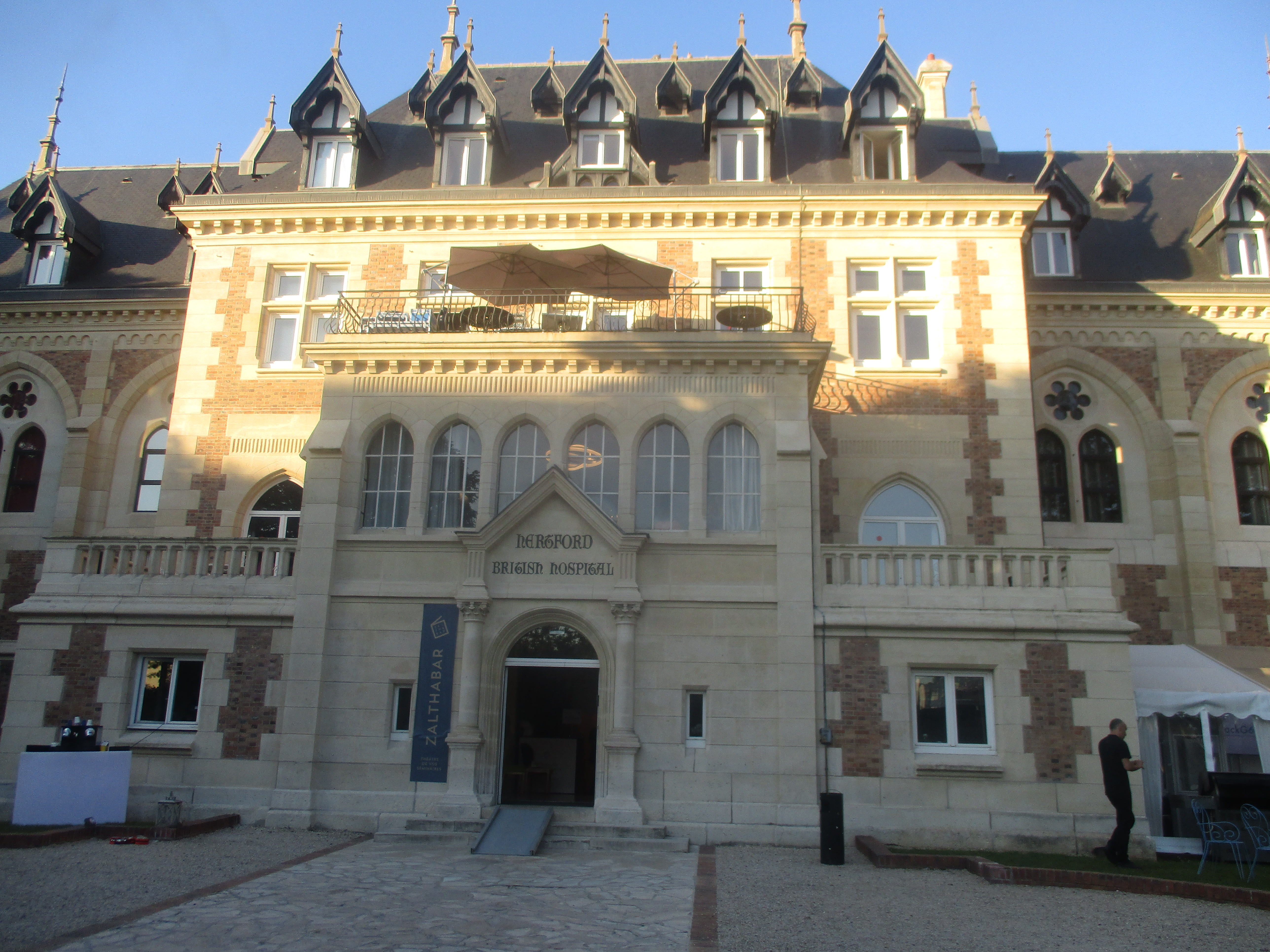
Hôpital Hertford.

Le parc de la Planchette
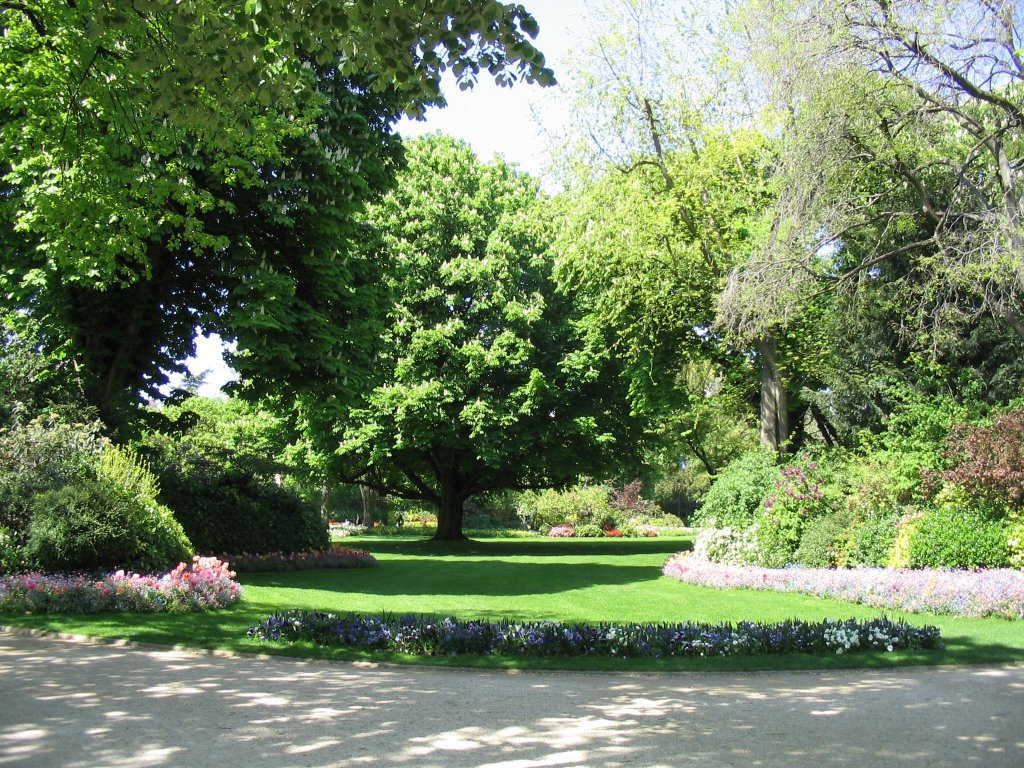
Marronnier central du parc de la Planchette.
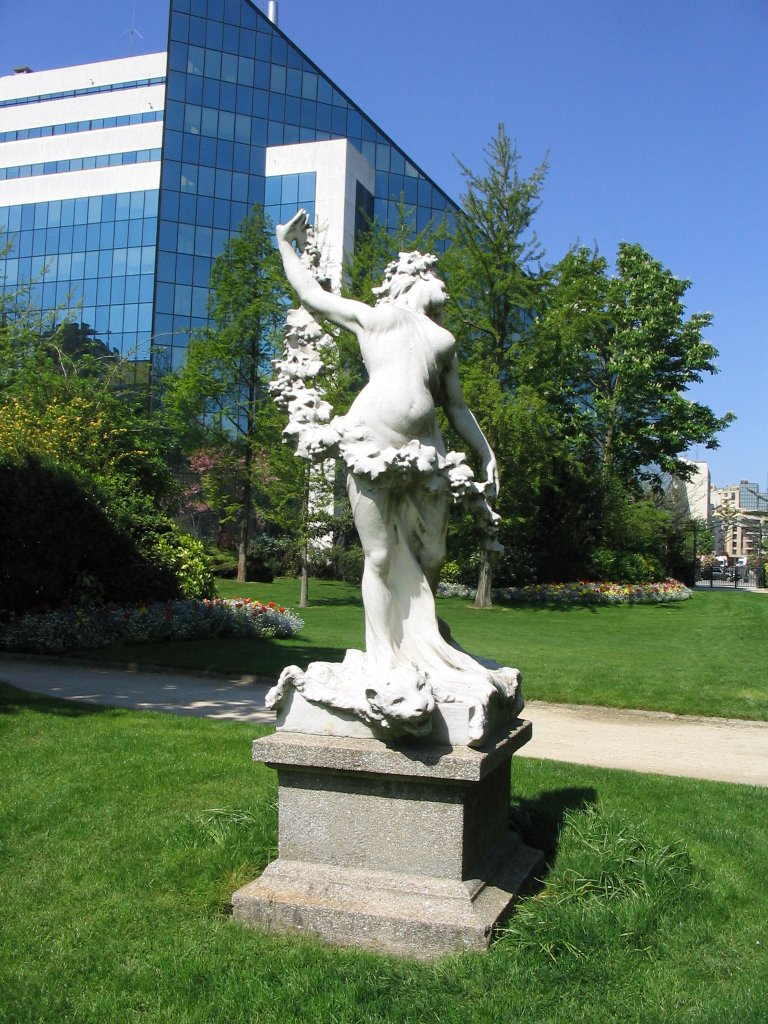
Statue du parc de la Planchette.
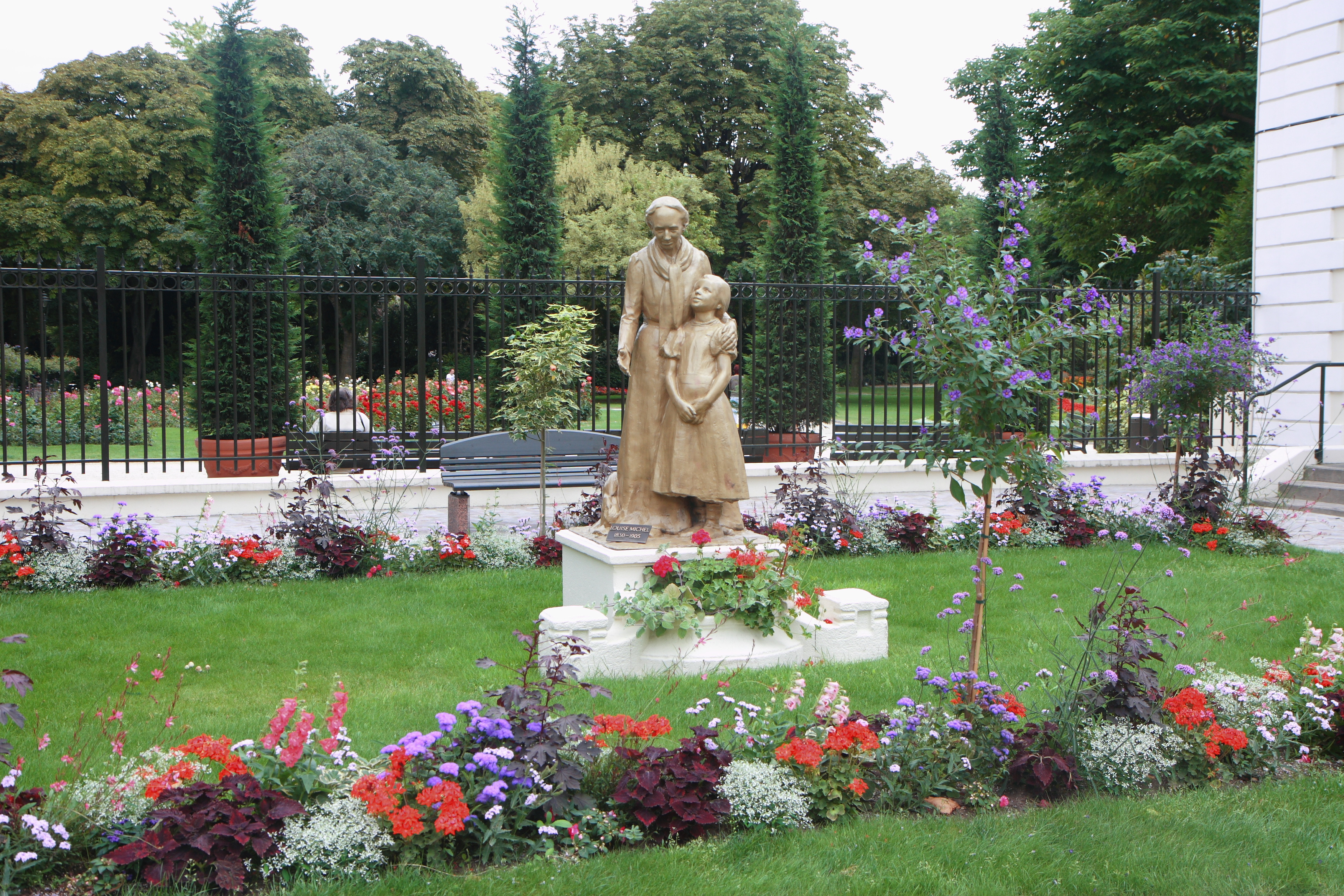
Statue de Louise Michel.
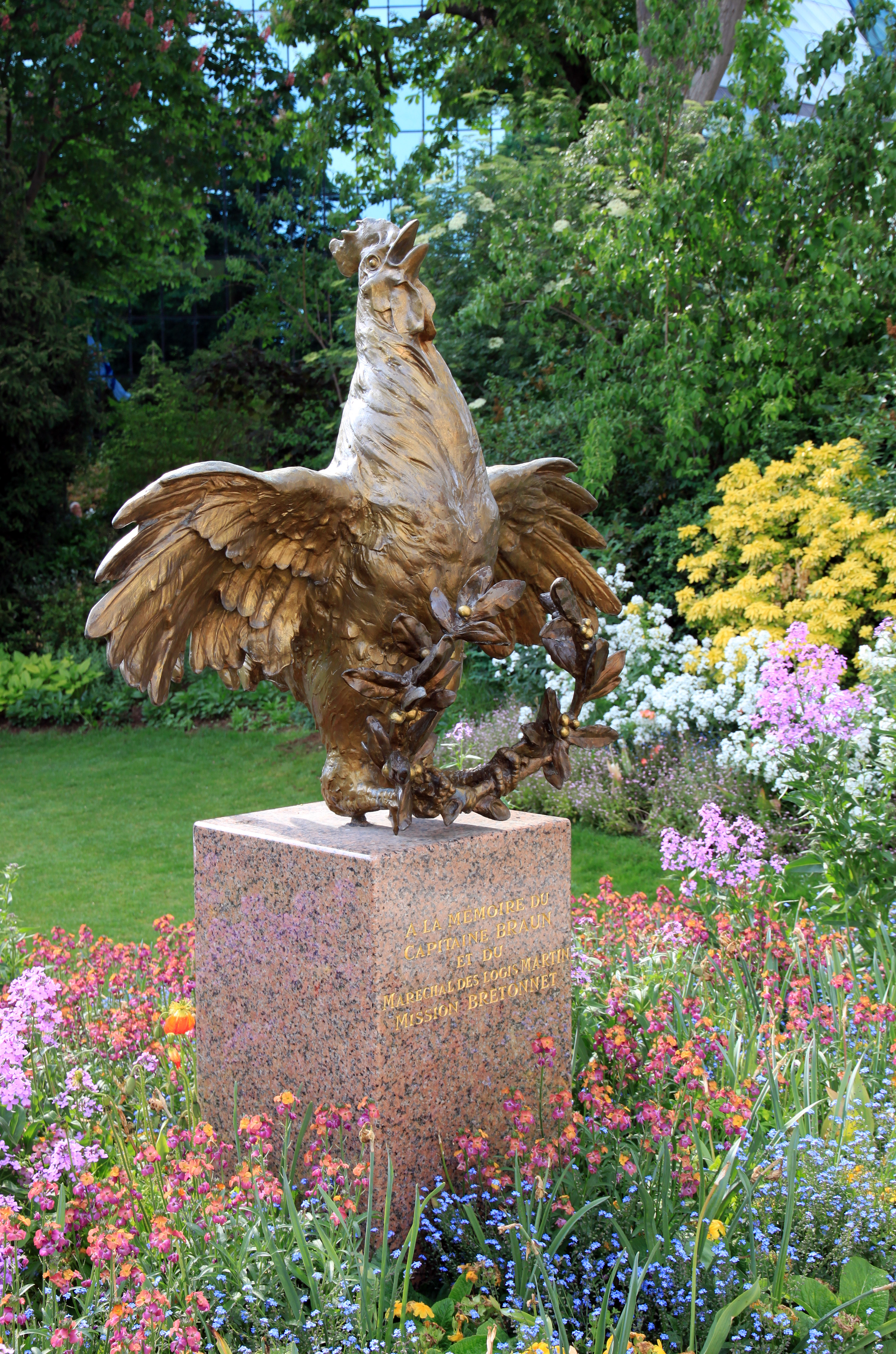
Monument au capitaine Braun et au maréchal des logis Martin, Levallois-Perret.

Bords de Seine
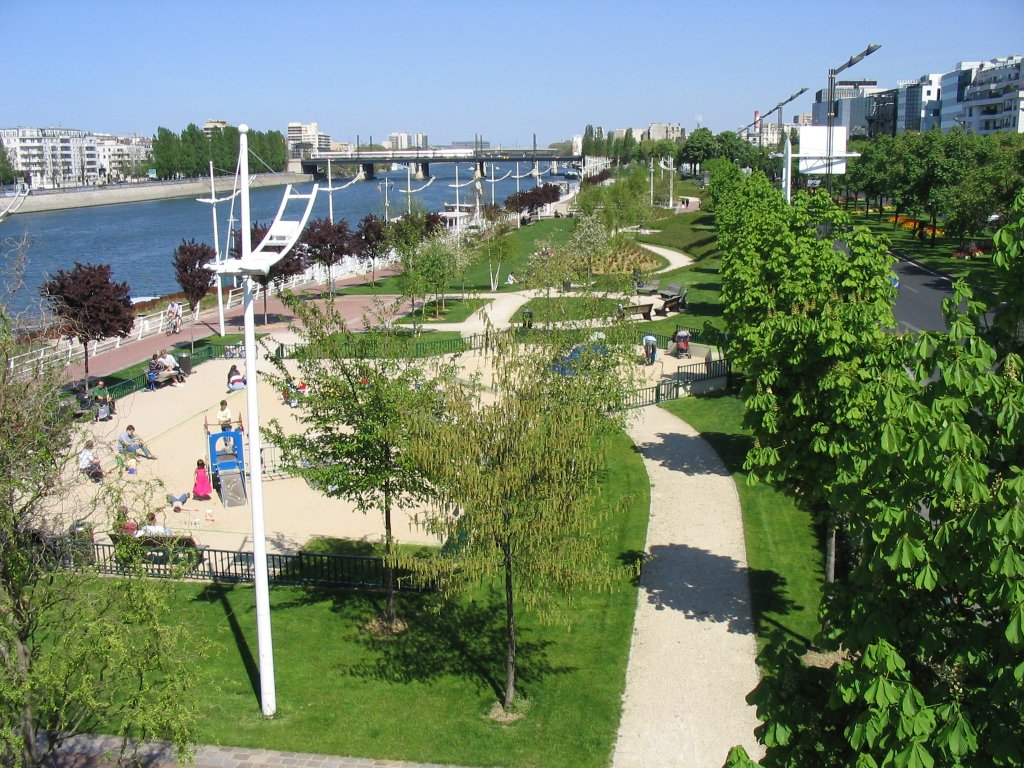
Bords de Seine aménagé vers Clichy.
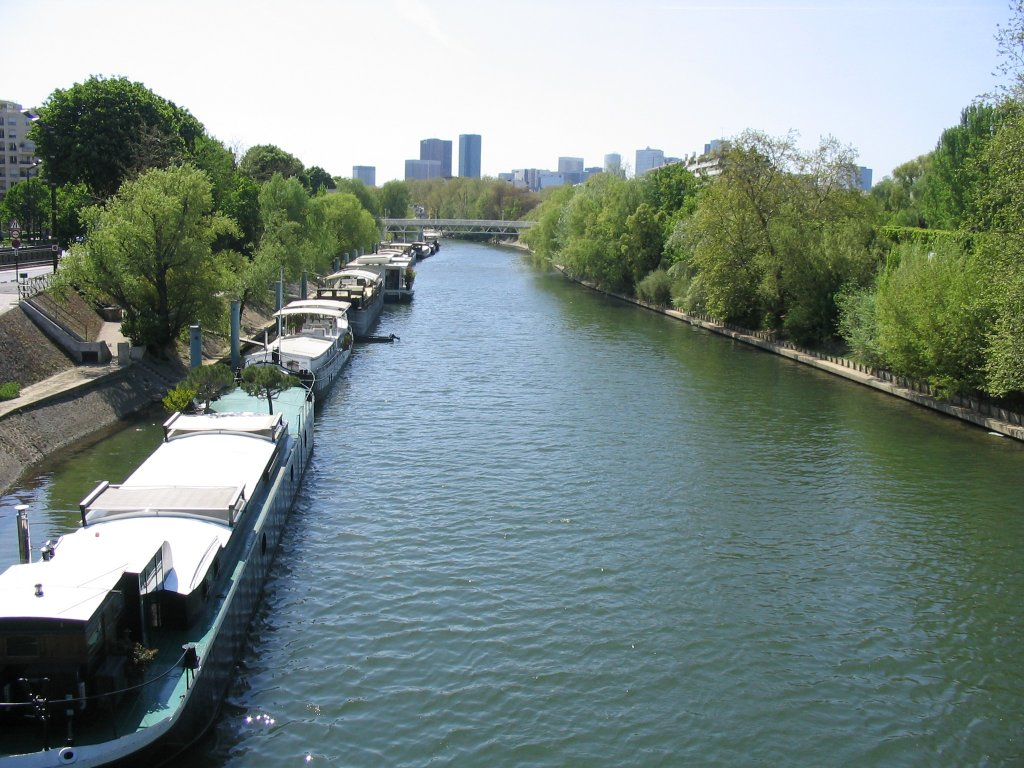
Bords de Seine entre Levallois et l'île de la Jatte.
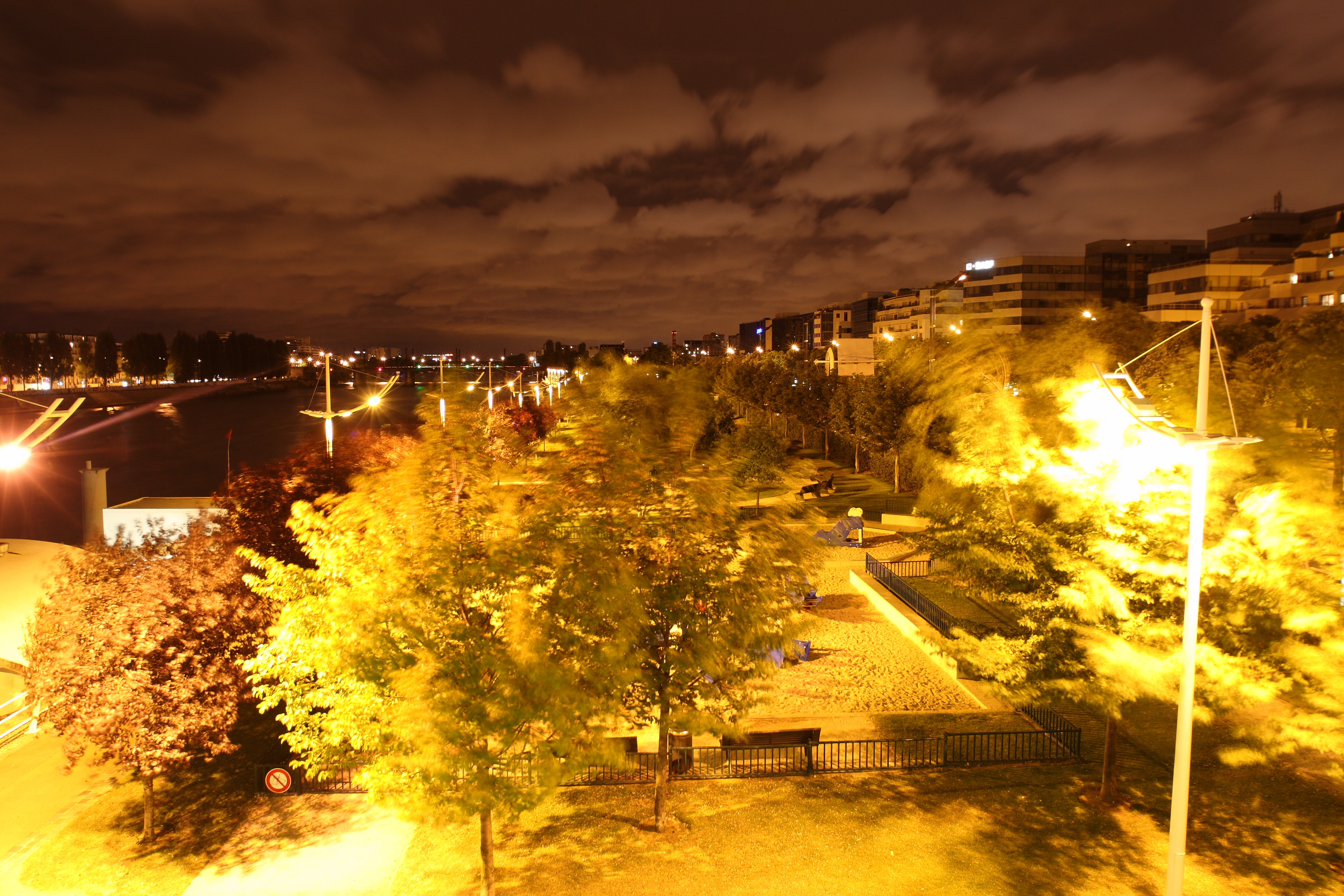
Quai de Levallois vu de la passerelle.
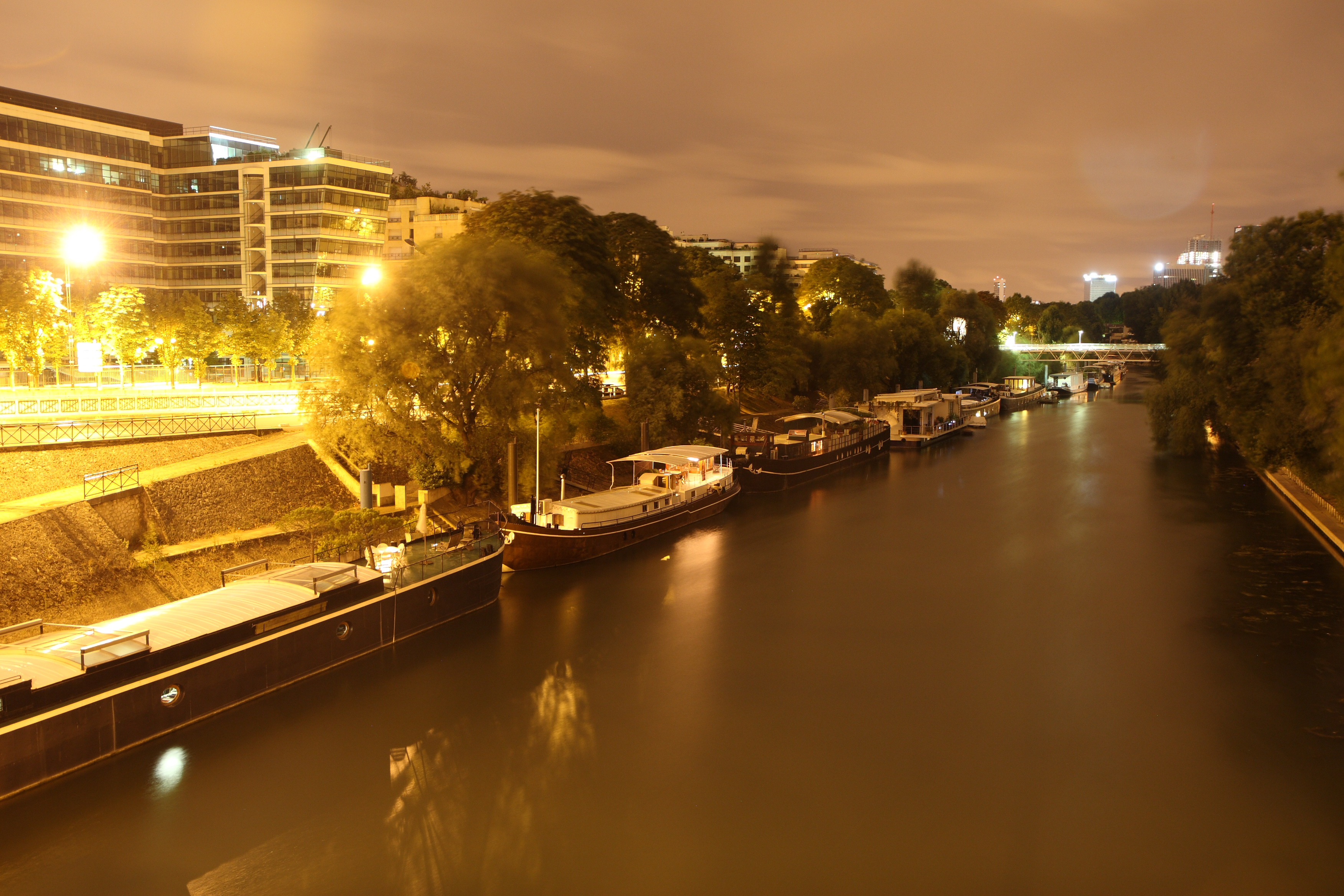
Levallois vue du Pont de Levallois.